# Pérgamo
Pérgamo (em grego: Πέργαμος; romaniz.: Pérgamos), também conhecida por Bergama foi uma antiga cidade grega rica e poderosa na Eólia. Está localizada a 26 quilômetros da costa do mar Egeu, em um promontório no lado norte do rio Caicos (atual Bakırçay) e a noroeste da moderna cidade de Bergama (está no território da Turquia.
Durante o período helenístico, tornou-se a capital do Reino de Pérgamo sob a Dinastia atálida em 281−133 a.C., que a transformou em um dos principais centros culturais do mundo grego. Muitos restos de seus impressionantes monumentos ainda podem ser vistos, em especial a notável obra-prima que é o Altar de Pérgamo. Pérgamo é citada no livro do Apocalipse como uma das sete igrejas da Ásia.

A cidade fica em torno de uma mesa de andesito, de 335 metros de altura, que formava sua acrópole. Esta mesa cai acentuadamente nos lados norte, oeste e leste, mas três terraços naturais no lado sul fornecem uma rota até o topo. A oeste da acrópole, o rio Selinus (atual Bergamaçay) flui pela cidade, enquanto o Cetius (atual Kestelçay) passa para o leste.

Em verde-oliva, o reino de Pérgamo na sua maior extensão em

## Localização
Pérgamo fica na borda norte da planície de Caicos, na região histórica de Mísia, no noroeste da Turquia. O rio Caicos rompe as montanhas e colinas circundantes neste ponto e flui em um amplo arco para o sudoeste. No sopé da cordilheira ao norte, entre os rios Selinus e Cetius, encontra-se o maciço de Pérgamo, que se eleva a 335 metros acima do nível do mar. O local fica a apenas 26 km do mar, mas a planície do Caicós não está aberta para o mar, já que o caminho é bloqueado pelo maciço de Karadağ. Como resultado, a área tem um caráter fortemente interior. Em tempos helenísticos, a cidade de Eleia, na boca do Caicos, serviu como o porto de Pérgamo. O clima é mediterrâneo com um período seco de maio a agosto, como é comum ao longo da costa oeste da Ásia Menor.
O vale do Caicós é composto principalmente de rocha vulcânica, particularmente andesito e o maciço de Pérgamo é também um stock intrusivo de andesito. O maciço tem cerca de um quilômetro de largura e cerca de 5,5 km de norte a sul. Consiste em uma base larga e alongada e um pico relativamente pequeno — a cidade alta. O lado voltado para o rio Cetius é um penhasco afiado, enquanto o lado voltado para o Selinus é um pouco áspero. No lado norte, a rocha forma um esporão de rocha de 70 m de largura. A sudeste desse esporão, conhecido como o "Jardim da Rainha", o maciço atinge sua maior altura e se rompe subitamente imediatamente a leste. A cidade alta se estende por mais 250 m para o sul, mas permanece muito estreita, com uma largura de apenas 150 m. No seu extremo sul, o maciço cai gradualmente para leste e sul, alargando-se para cerca de 350 m, e depois desce para a planície em direção ao sudoeste.

## História

### Período pré-helenístico
Há vestígios de povoamento em Pérgamo desde o período Arcaico, constituídos por achados arqueológicos modestos, em especial fragmentos de cerâmica importados do oeste, particularmente da Grécia Oriental e Corinto, que datam do final do século VIII a.C. Habitações anteriores à idade do bronze não são possíveis de serem mostradas, embora ferramentas de pedra da idade do bronze são encontradas na área circundante. A primeira menção de Pérgamo em fontes literárias vem da Anábase de Xenofonte, desde a marcha dos Dez Mil sob o comando de Xenofonte, terminando em Pérgamo em 400–399 a.C. Xenofonte, que chama a cidade de Pérgamo, entregou o restante de suas tropas gregas (cerca de 5 000 homens, segundo Diodoro) a Tibron, que planejava uma expedição contra os sátrapas persas Tissafernes e Farnabazo, em março de 399 a.C. Neste momento, Pérgamo estava na posse da família Gongyles de Erétria e Xenofonte foi hospedado por sua viúva, Hellas. Em 362 a.C., Orontes, sátrapa da Mísia, baseou sua revolta contra o império Persa em Pérgamo, mas foi esmagado. Só com Alexandre, o Grande é que Pérgamo e os seus arredores foram retirados do controle persa. Há poucos vestígios da cidade pré-helenística, já que no período seguinte o terreno foi profundamente alterado e a construção de amplos terraços envolveu a remoção de quase todas as estruturas anteriores. Partes do templo de Atena, bem como as paredes e fundações do altar no santuário de Deméter remontam ao século IV a.C.

### Período Helenístico

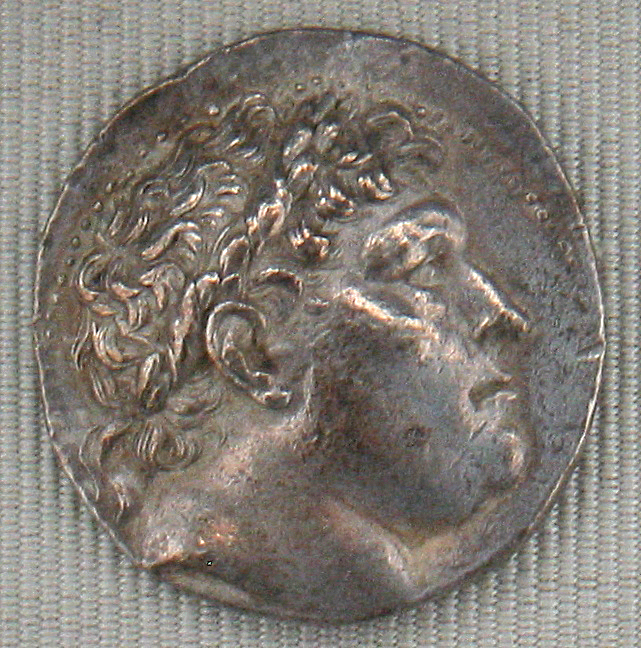
Imagem de Filetero em uma moeda de Eumenes I

Lisímaco, rei da Trácia, tomou posse em 301 a.C., mas logo depois que seu tenente Filetero ampliou a cidade, o reino da Trácia desmoronou em 281 a.C. e Filetero tornou-se governante independente e fundador da Dinastia atálida. Sua família governou Pérgamo de 281 a 133 a.C.: Filetero (281-263); Eumenes I (263-241); Átalo I (r. 241–197 a.C.); Eumenes II (197-159); Átalo II (159-138); Átalo III (138-133). O domínio de Filetero limitou-se à área que circunda a própria cidade, mas Eumenes I conseguiu expandi-los grandemente. Em particular, após a Batalha de Sardes em 261 a.C. contra Antíoco I, Eumenes conseguiu se apropriar da área até a costa e de algum modo para o interior. A cidade tornou-se, assim, o centro de um reino territorial, mas Eumenes não recebeu o título real. Este último passo foi dado apenas por seu sucessor, Átalo I, depois que ele derrotou os Gálatas em 238, a quem Pérgamo prestou tributo como Eumenes I. Somente neste ponto surgiu um Reino Pergameno inteiramente independente, que alcançaria seu maior poder e extensão territorial em 188 a.C.

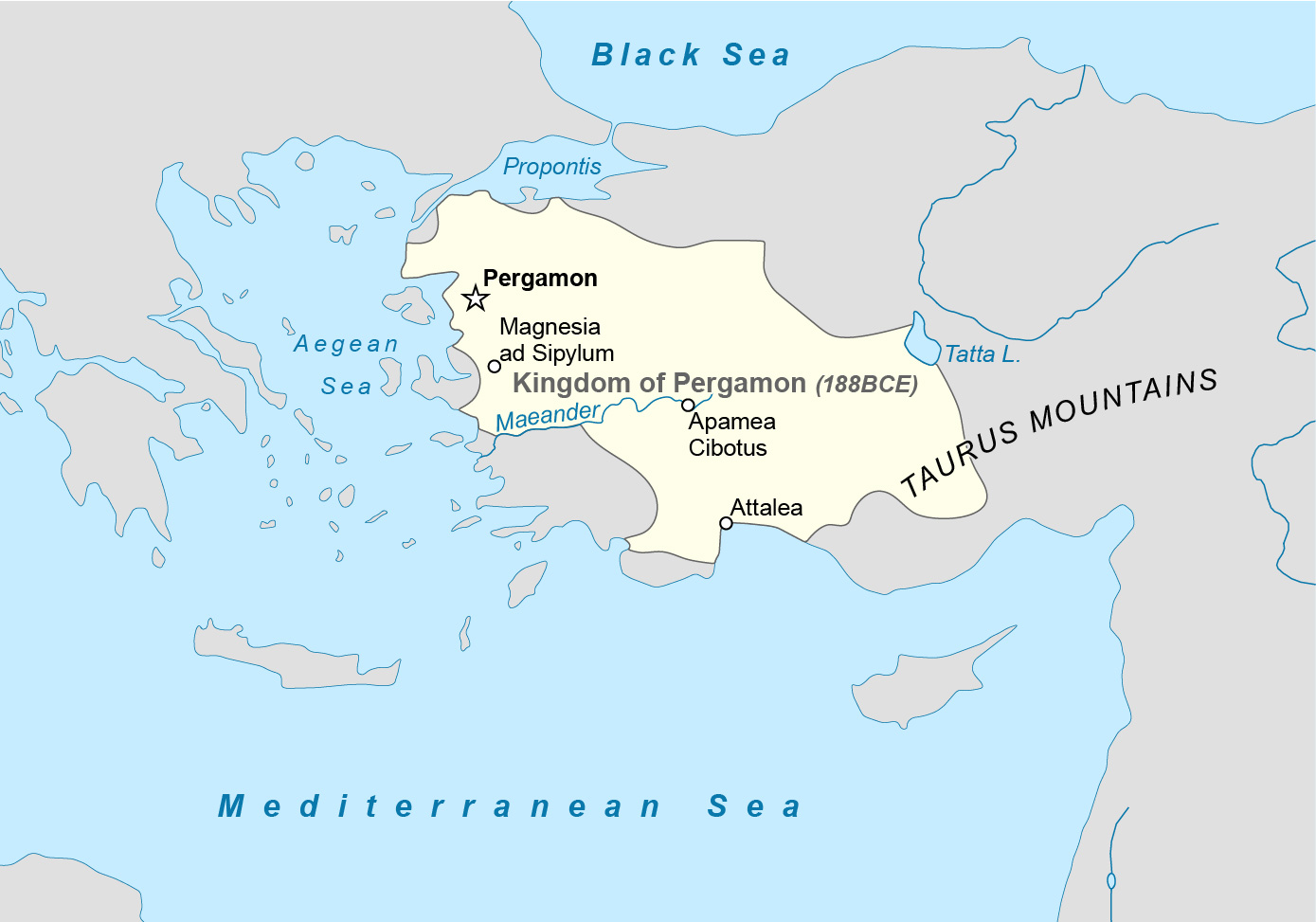
Reino de Pérgamo, em sua maior extensão em

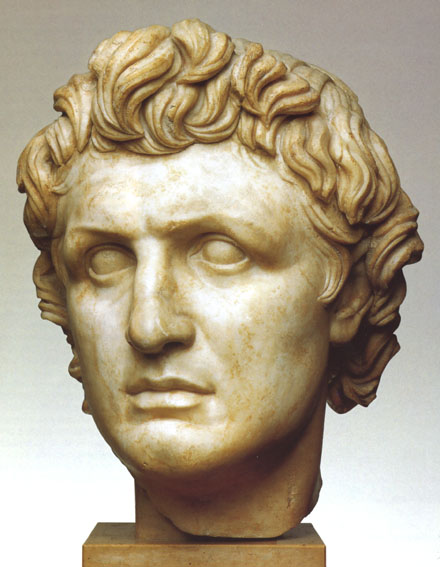
Busto em tamanho natural, provavelmente de Átalo I, do começo do reinado de Eumenes II

Os Atálidas tornaram-se alguns dos mais leais partidários de Roma no mundo helenístico. Sob Átalo I (r. 241–197 a.C.), eles se aliaram a Roma contra Filipe V da Macedônia, durante a primeira e a segunda Guerras Macedônicas. Na Guerra Romano-Selêucida contra o rei Selêucida Antíoco III, Pérgamo se juntou à coalizão dos romanos e foi recompensado com quase todos os antigos domínios selêucidas na Ásia Menor, na Paz de Apameia em 188 a.C. Eumenes II apoiou os romanos novamente, contra Perseu da Macedônia, na Terceira Guerra Macedônica mas os romanos não recompensaram Pérgamo por isso. Com base no boato de que Eumenes havia entrado em negociações com Perseu durante a guerra, os romanos tentaram substituir Eumenes II pelo futuro Átalo II, mas este recusou. Depois disso, Pérgamo perdeu seu status privilegiado com os romanos e não recebeu mais nenhum território por eles.
No entanto, sob o reinado dos irmãos Eumenes II e Átalo II, Pérgamo atingiu seu ápice e foi reconstruído em uma escala monumental. Até 188 a.C., não havia crescido significativamente desde a sua fundação por Filetero, e cobriu c. 21 hectares. Após este ano, uma enorme muralha da cidade foi construída, com 4 quilômetros de extensão e abrangendo uma área de aproximadamente 90 hectares. O objetivo dos Atálidas era criar uma segunda Atenas, um centro cultural e artístico do mundo grego. Eles remodelaram a acrópole de Pérgamo conforme a Acrópole de Atenas. Documentos epigráficos sobrevivem mostrando como os Atálidas apoiaram o crescimento das cidades enviando artesãos especializados e remetendo impostos. Eles permitiram que as cidades gregas em seus domínios mantivessem a independência nominal. Eles enviaram presentes para locais culturais gregos como Delfos, Delos e Atenas. A Biblioteca de Pérgamo foi muito renomada, perdendo apenas para a Biblioteca de Alexandria. Pérgamo era também um centro florescente para a produção de pergaminho (a palavra em si, uma corrupção de pergamenos, significa "de Pérgamo"), que havia sido usada na Ásia Menor muito antes do surgimento da cidade. A história que o pergaminho foi inventado pelo Pergamenos porque os Ptolomaicos em Alexandria monopolizavam a produção de papiros não é verdade. Os dois irmãos Eumenes II e Átalo II exibiram o traço mais característico dos Atálidas: um pronunciado senso de família sem rivalidade ou intriga - raro entre as dinastias helenísticas. Eumenes II e Átalo II (cujo epíteto foi 'Philadelphos' - 'aquele que ama seu irmão') foram até comparados com o par de irmãos míticos, Cleobis e Bitão.

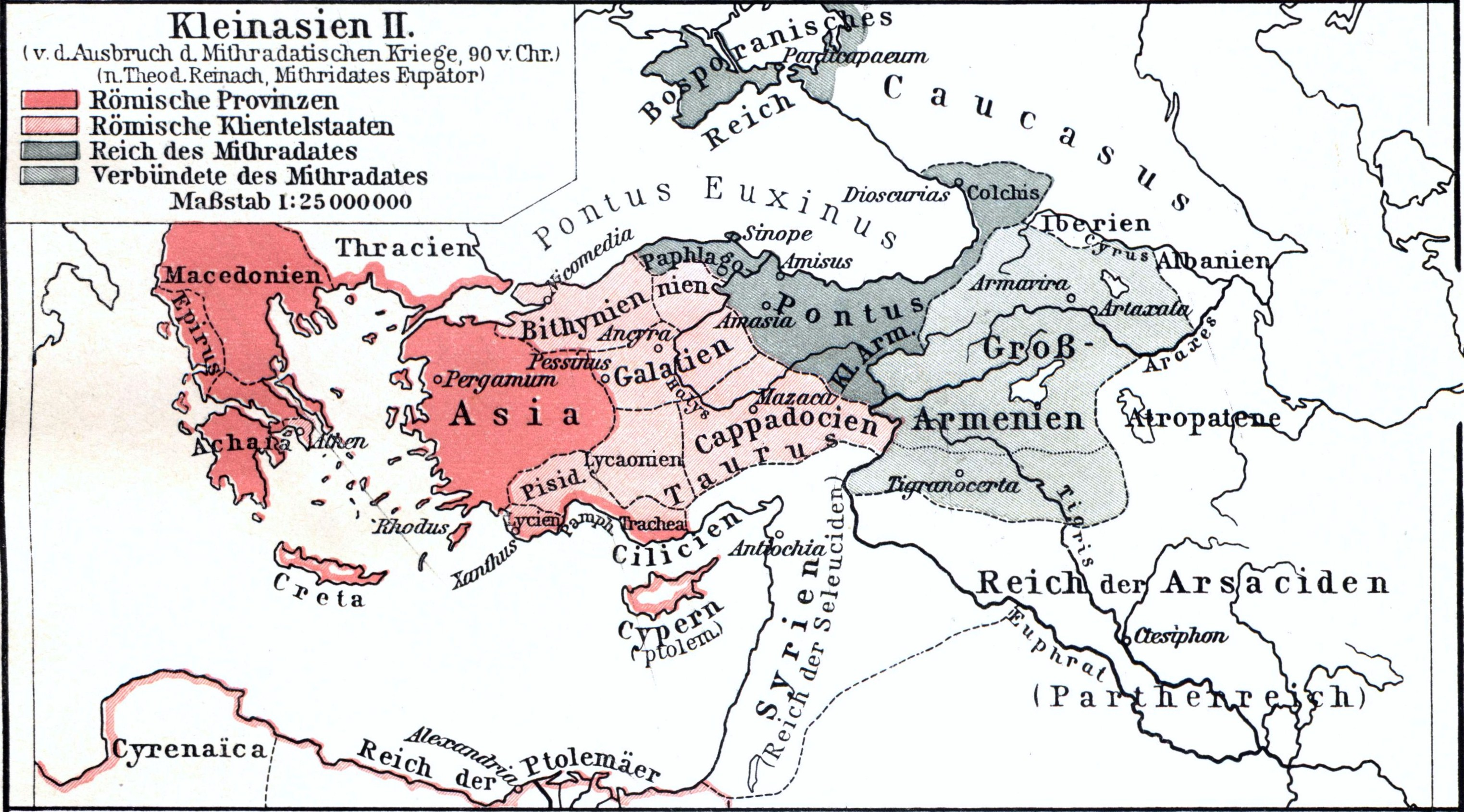
Pérgamo na província romana da Ásia,

Quando Átalo III morreu sem um herdeiro em 133 a.C., ele legou toda a cidade de Pérgamo a Roma. Isso foi contestado por Aristônico, que afirmou ser irmão de Átalo III e liderou uma revolta armada contra os romanos com a ajuda de Blossio, um famoso filósofo estoico. Por um período ele teve sucesso, derrotando e matando o cônsul romano Públio Licínio Crasso e seu exército, mas ele foi derrotado em 129 a.C. pelo cônsul Marco Perperna. O reino de Pérgamo foi dividido entre Roma, Ponto e Capadócia, com a maior parte do seu território se tornando a nova província romana da Ásia. A cidade foi declarada livre e foi brevemente a capital da província, antes de ser transferida para Éfeso.

### Período Romano

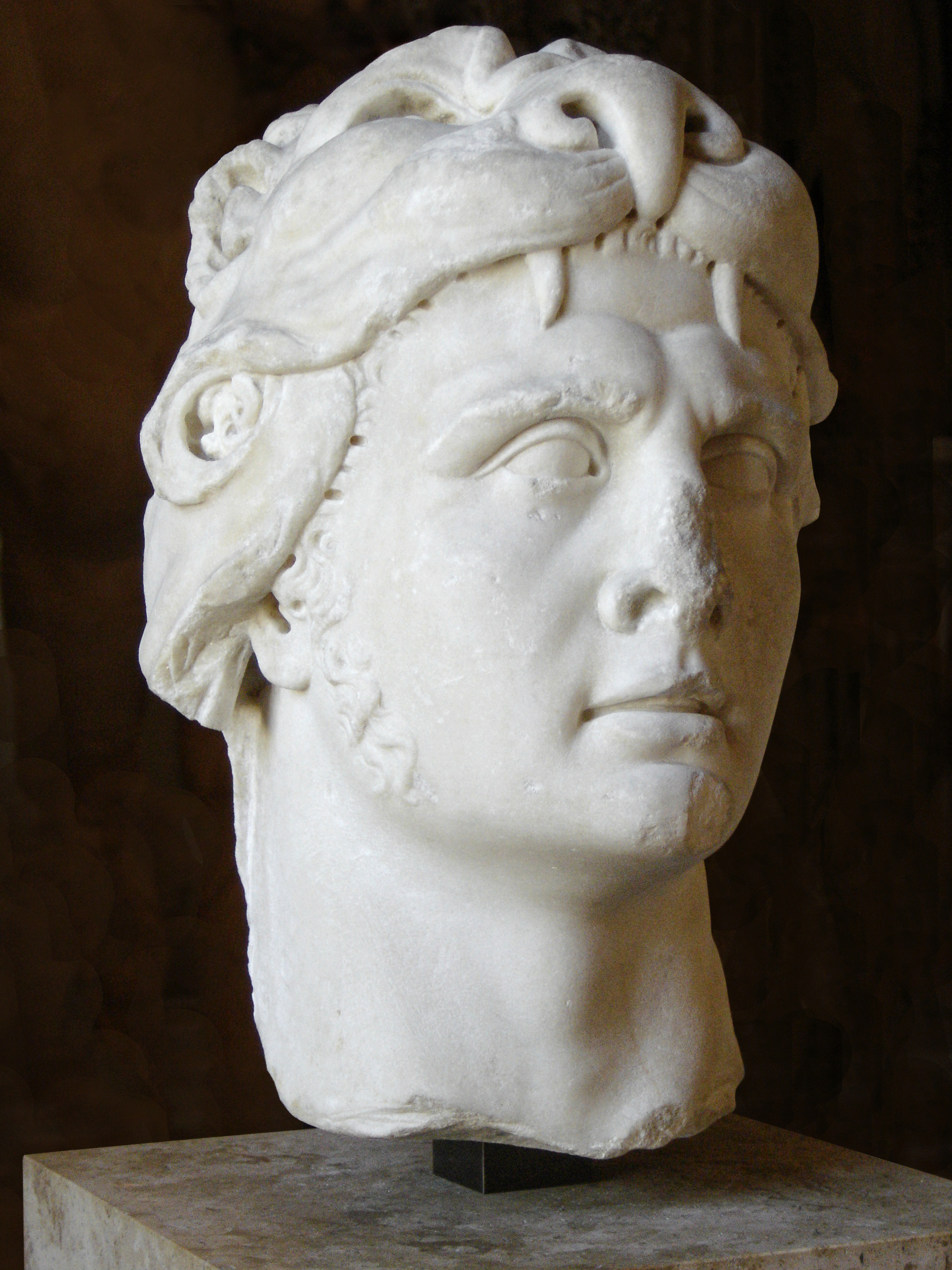
, busto exposto no Louvre

Em 88 a.C., Mitrídates VI fez da cidade a sede em sua primeira guerra contra Roma, na qual ele foi derrotado. O resultado dessa guerra foi uma estagnação no desenvolvimento da cidade. No final da guerra, a cidade foi destituída de todos os seus benefícios e seu status de cidade livre. Em vez disso, a cidade passou a ser obrigada a pagar tributo, acomodar e fornecer tropas romanas, e a propriedade de muitos dos habitantes foi confiscada. Os membros da aristocracia pergamena, especialmente Diodoro Pásparo nos anos 70 a.C., usaram seus próprios bens para manter boas relações com Roma, agindo como doadores para o desenvolvimento da cidade. Numerosas inscrições honoríficas indicam seu trabalho e sua posição excepcional em Pérgamo neste momento.

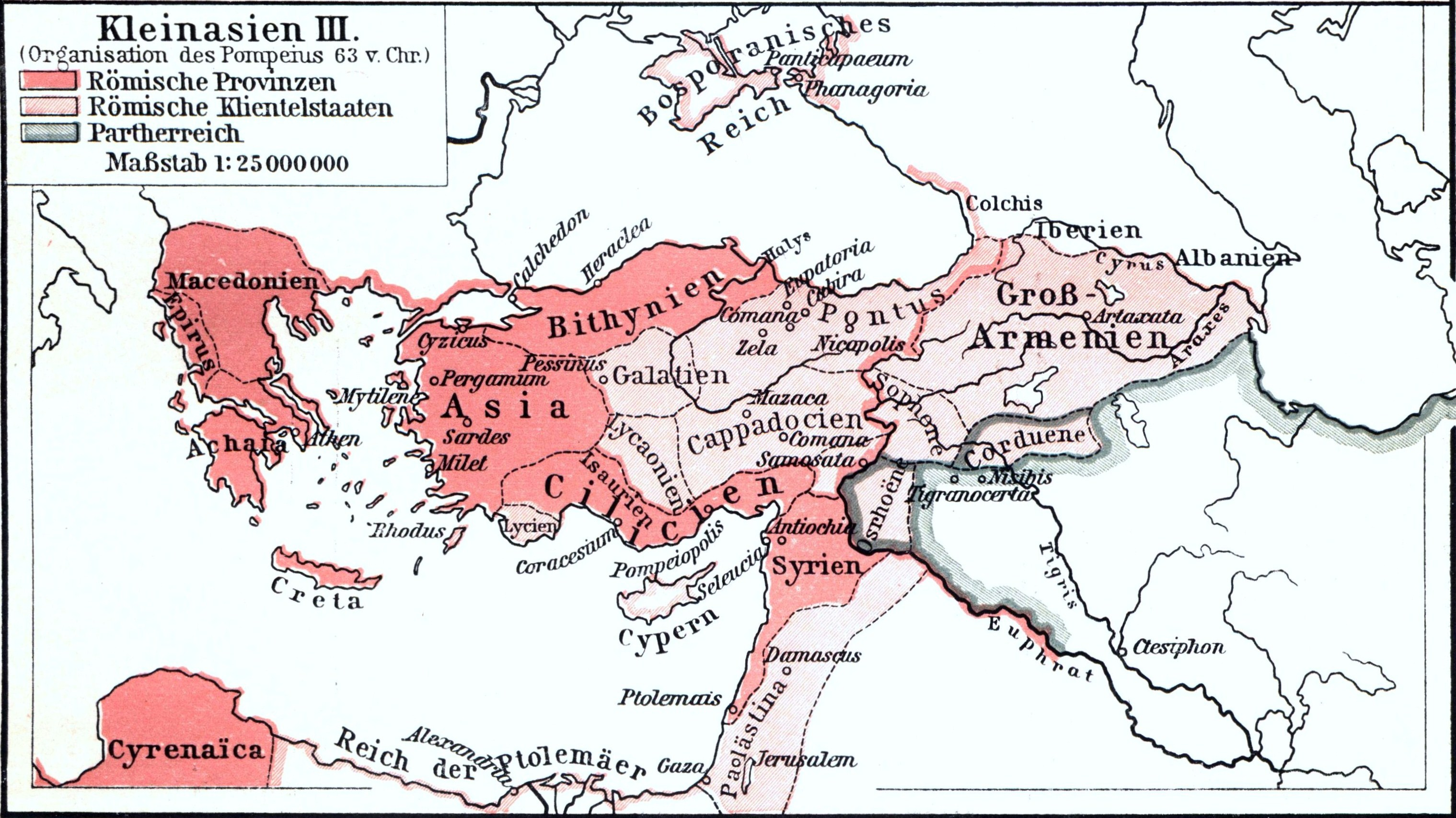
Províncias romanas e estados clientes na Ásia Menor em

Pérgamo ainda permanecia uma cidade famosa e os luxos notáveis de Lúculo incluíam mercadorias importadas da cidade, que continuavam a ser o local de um convento (assembleia regional). Sob Augusto, o primeiro culto imperial, um neocorato, a ser estabelecido na província da Ásia estava em Pérgamo. Plínio, o Velho se refere à cidade como a mais importante da província e a aristocracia local continuou a atingir os mais altos círculos do poder no século I d.C., como Aulo Júlio Quadrado, que foi cônsul em 94 e 105.
No entanto, foi apenas sob o império de Trajano e seus sucessores que ocorreu um amplo redesenho e remodelação da cidade, com a construção de uma "nova cidade" romana na base da acrópole. A cidade foi a primeira na província a receber um segundo neocorato, de Trajano em 113/4 d.C. Adriano elevou a cidade ao posto de metrópole em 123 e assim elevou-a acima de seus rivais locais, Éfeso e Esmirna. Um ambicioso programa de construção foi realizado: grandes templos, um estádio, um teatro, um grande fórum e um anfiteatro foram construídos. Além disso, nos limites da cidade o santuário a Esculápio (o deus da cura) foi expandido em um spa luxuoso. Este santuário cresceu na fama e foi considerado um dos mais famosos centros terapêuticos e de cura do mundo romano. Em meados do século II, Pérgamo era uma das maiores cidades da província, juntamente com estas duas, e tinha cerca de 200 000 habitantes. Galeno, o médico mais famoso da antiguidade, depois de Hipócrates, nasceu em Pérgamo e recebeu seu treinamento inicial no Asclepeion. No início do terceiro século, Caracala concedeu à cidade um terceiro neocorato, mas o declínio já havia se estabelecido. Durante a crise do terceiro século a força econômica de Pérgamo finalmente entrou em colapso, pois a cidade foi seriamente danificada em um terremoto em 262 e foi saqueada pelos Godos pouco tempo depois. Na antiguidade tardia, experimentou uma recuperação econômica limitada.

### Período bizantino
A Anatólia foi invadida pelo Império Sassânida Persa c. 620 e depois que os persas foram expulsos pelas forças bizantinas, Pérgamo foi reconstruído em escala muito menor pelo imperador Constante II. Em 663/4, Pérgamo foi capturada pela invasão dos árabes pela primeira vez. Como resultado dessa ameaça contínua, a área de assentamento se retraiu para a cidadela, que era protegida por um muro de 6 metros de espessura, construído de spolia. Não muito tempo depois, Pérgamo foi saqueado novamente pelos exércitos de Maslama ibne Abedal Maleque ibne Maruane em 716. Foi novamente reconstruída e reforçada depois que os árabes partiram para sitiar Constantinopla em 717.
Sob Leão III, Pérgamo fazia parte do tema da Trácia, antes de ser transferido para o tema de Samos sob Leão VI. Sofreu durante os ataques dos Seljúcidas no oeste da Anatólia, após a Batalha de Manzicerta em 1071, mas permaneceu uma cidade rica sob os imperadores bizantinos da dinastia comnena. Sob Isaac II, a cidade foi promovida a um arcebispado, tendo sido anteriormente uma diocese sufragânea de Éfeso. Após o saque de Constantinopla em 1204 durante a Quarta Cruzada, Pérgamo tornou-se parte do Império de Niceia.
Quando o imperador Teodoro II Láscaris visitou Pérgamo em 1250, ele foi visto na casa de Galeno, mas ele viu que o teatro havia sido destruído e, exceto pelas paredes para as quais ele prestou atenção, apenas as abóbadas sobre o Selinus pareciam dignas de nota para ele. Os monumentos dos Atálidas e dos Romanos só foram saqueados por esta época. Com a expansão dos beilhiques da Anatólia, Pérgamo foi absorvido no beilhique de Karasid em 1336, e então conquistado pelo beilhique otomano em 1345. O sultão otomano Murade III mandou levar duas grandes urnas de alabastro das ruínas de Pérgamo para serem colocadas nos dois lados da nave de Santa Sofia em Istambul.

## Pérgamo na mitologia
Pérgamo, que remonta sua fundação a Télefo, o filho de Héracles, não é mencionado no mito grego ou épico dos períodos arcaicos ou clássicos. No entanto, no Ciclo Épico, o mito Télefo já está ligado à área da Mísia. Ele vem lá seguindo um oráculo em busca de sua mãe, e se torna "filho-de-lei" ou filho adotivo de Teutras e herda seu reino de Teutrânia, que abrangia a área entre Pérgamo e da boca do Caicus. Télefo recusou-se a participar da Guerra de Troia, mas seu filho Eurípilo lutou ao lado dos Troianos. Este material foi tratado em várias tragédias, como Mísia de Ésquilo, Aleadae de Sófocles, e Télefo e Auge de Eurípides, mas Pérgamo não parece ter desempenhado qualquer papel em qualquer um deles. A adaptação do mito não é inteiramente suave.

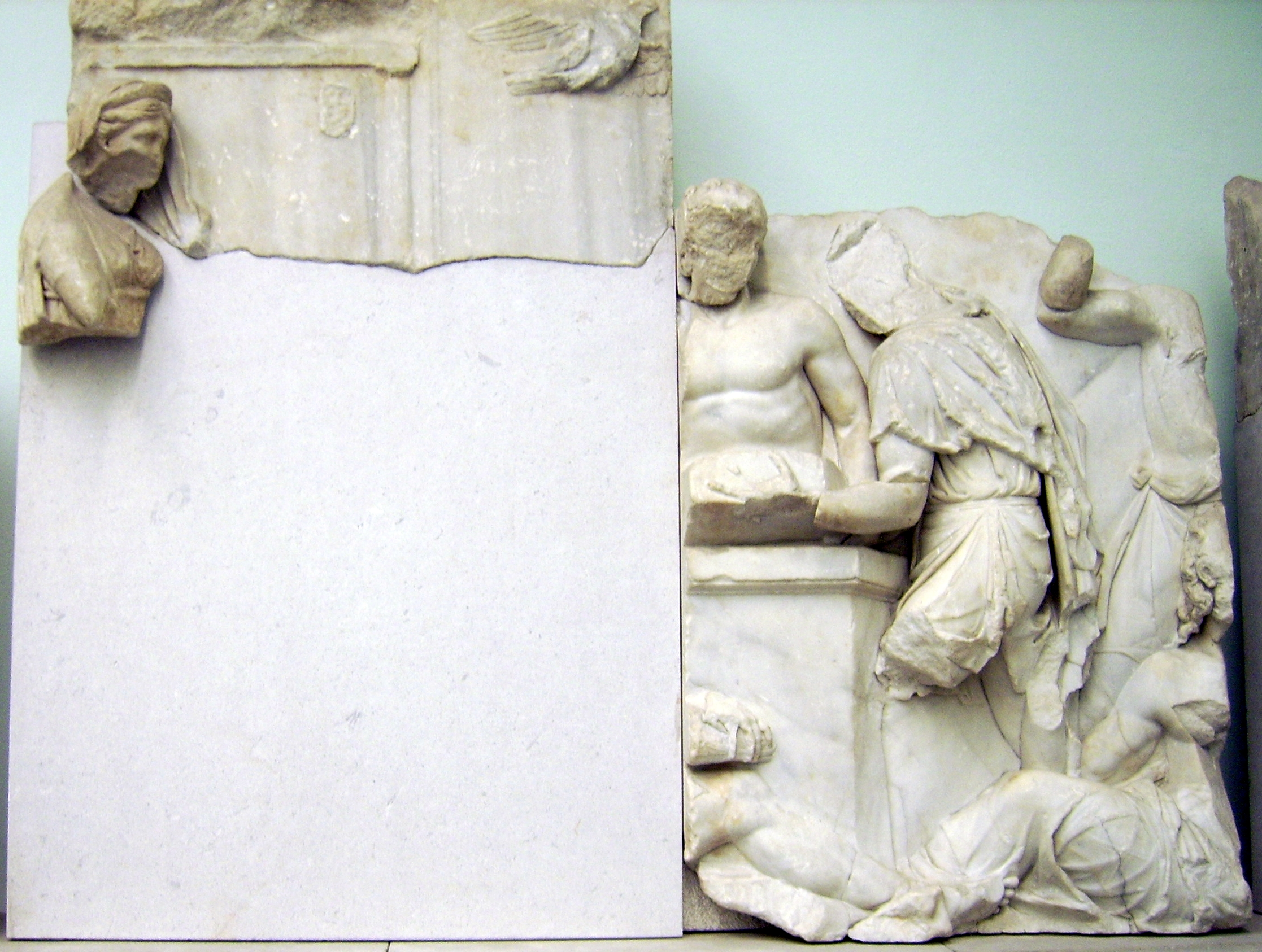
Fundação de Pérgamo: representação do friso de Télefo, no Altar de Pérgamo

Assim, por um lado, Eurípilo, que deve ter sido parte da linha dinástica como resultado da apropriação do mito, não foi mencionado no hino cantado em honra de Télefo no Asclepieion. Caso contrário, ele não parece ter recebido nenhuma atenção. Mas os Pergamenos fizeram oferendas a Télefo e o túmulo de sua mãe Auge estava localizado em Pérgamo, perto do Caicos. Pérgamo, assim, entrou no ciclo épico de Troia, com o seu governante, disse ter sido um Arcadiano que lutou com Télefo contra Agamemnon quando ele desembarcou no Caicos, confundiu com Troia e começou a devastar a terra.
Por outro lado, a história estava ligada à fundação da cidade com outro mito - o de Pérgamo, o herói epônimo da cidade. Ele também pertencia ao ciclo mais amplo de mitos relacionados à Guerra de Troia como o neto de Aquiles através de seu pai Neoptólemo e de Príamo através de sua mãe Andrómaca. Dizia-se que, com sua mãe, havia fugido para a Mísia, onde ele matou o governante de Teutrânia e deu à cidade seu próprio nome. Lá ele construiu um heroon para sua mãe depois de sua morte. Em uma versão menos heroica, Grynos (filho de Eurípilo) nomeou uma cidade depois dele em gratidão por um favor. Essas conexões míticas parecem estar atrasadas e não são atestadas antes do século III a.C. O papel de Pérgamo permaneceu subordinado, embora ele tenha recebido algum culto de adoração. Começando no período romano, sua imagem aparece em cunhagem cívica e diz-se que ele tinha um heroon na cidade. Mesmo assim, ele forneceu uma ligação adicional, deliberadamente trabalhada para o mundo do épico homérico. Mitridates VI foi celebrado na cidade como um novo Pérgamo.
No entanto, para os Atálidas, foi aparentemente a conexão genealógica com Héracles que foi crucial, uma vez que todas as outras dinastias helenísticas estabeleceram tais ligações: os Ptolomeus derivaram-se diretamente de Héracles, os Antigônidas inseriram Héracles em sua árvore genealógica no reinado de Filipe V no final do século III a.C., e os Selêucidas reivindicaram a descida do irmão de Hércules, Apolo. Todas essas alegações derivam seu significado de Alexandre, o Grande, que afirmava ser descendente de Héracles, através de seu pai Filipe II.
Em sua adaptação construtiva do mito, os Atálidas permaneceram dentro da tradição das outras dinastias helenísticas mais antigas, que se legitimavam através da descendência divina, e procuravam aumentar seu próprio prestígio. Os habitantes de Pérgamo seguiram entusiasticamente a sua liderança e passaram a chamar-se Telephidai (Τηλεφίδαι) e referindo-se à própria Pérgamo em registros poéticos como a "cidade dos Telephian" (Τήλεφις πόλις).

## História de pesquisa e escavação

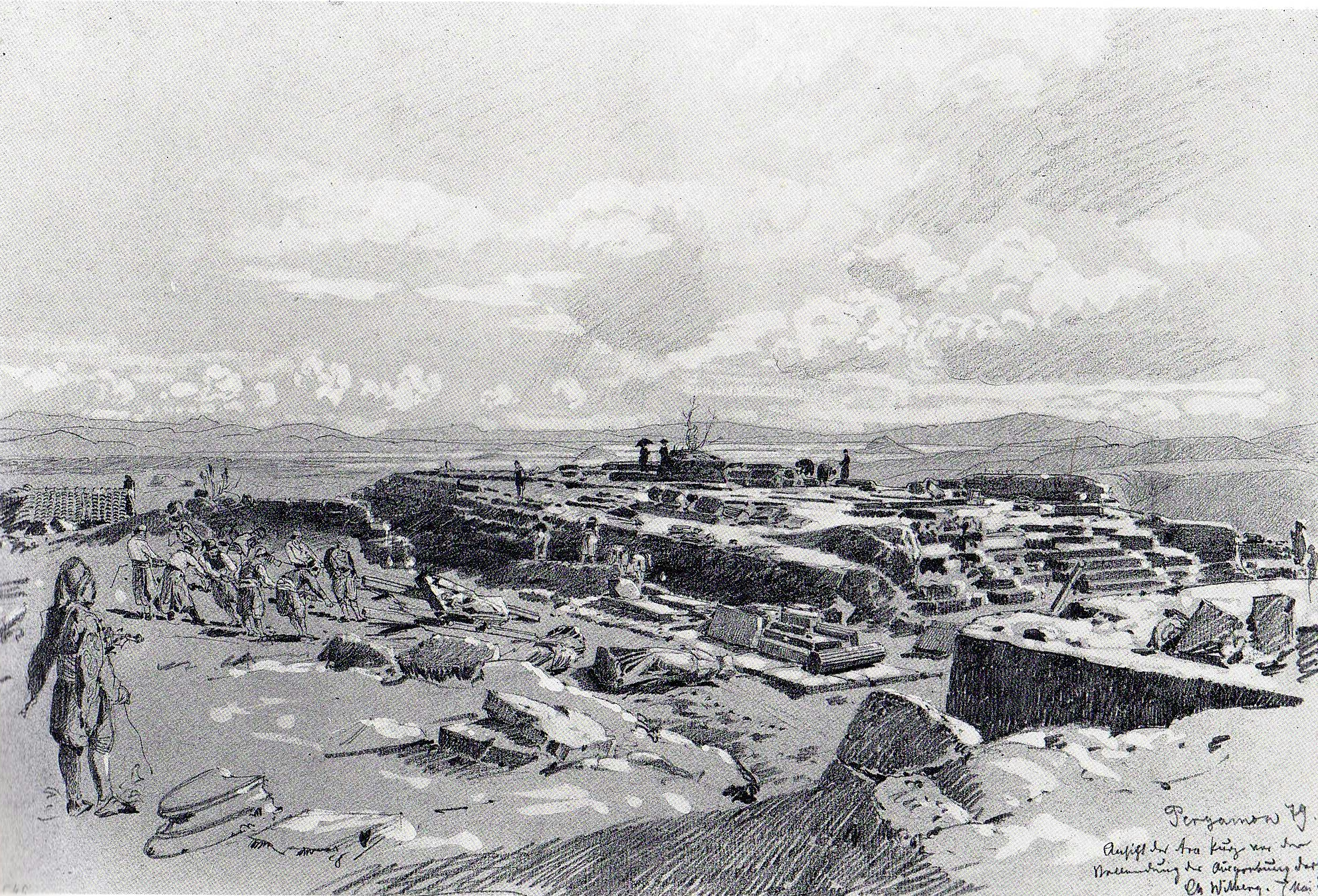
Christian Wilberg: Área de escavação do Altar de Pérgamo. Esboço de 1879

A primeira menção a Pérgamo depois dos tempos antigos vem do século XIII. Começando com Ciríaco de 'Pizzicolli no século XV, cada vez mais viajantes visitavam o local e publicavam seus relatos. A descrição-chave é a de Thomas Smith, que visitou a Frota do Levante em 1668 e transmitiu uma descrição detalhada de Pérgamo, na qual os grandes viajantes do século XVII, Jacob Spon e George Wheler, não conseguiram acrescentar nada de significativo em seus próprios relatos.
No final do século XVIII, estas visitas foram reforçadas por um desejo acadêmico (especialmente antigo histórico) de pesquisa, sintetizado por Marie-Gabriel-Florent-Auguste de Choiseul-Gouffier , um viajante na Ásia Menor e embaixador francês na Sublime Porta em Istambul de 1784 a 1791. No início do século XIX, Charles Robert Cockerell produziu um relato detalhado e Otto Magnus von Stackelberg fez esboços importantes. Uma descrição adequada de várias páginas com planos, elevações e vistas da cidade e suas ruínas foi produzida pela primeira vez por Charles Texier quando ele publicou o segundo volume de sua Description de l’Asie mineure (Descrição da Ásia Menor).
Em 1864/1865, o engenheiro alemão Carl Humann visitou Pérgamo pela primeira vez. Para a construção da estrada de Pérgamo a Dikili, para a qual ele havia se ocupado planejando trabalhos e estudos topográficos, ele retornou em 1869 e começou a se concentrar intensamente no legado da cidade. Em 1871, ele organizou uma pequena expedição lá, sob a liderança de Ernst Curtius. Como resultado desta investigação curta, mas intensiva, dois fragmentos de um grande friso foram descobertos e transportados para Berlim para análise detalhada, onde eles receberam algum interesse, mas não muito. Não está claro quem conectou esses fragmentos com o Grande Altar de Pérgamo mencionado por Lucius Ampelius. No entanto, quando o arqueólogo Alexander Conze assumiu a direção do departamento de escultura antiga nos Museus Reais de Berlim, ele rapidamente iniciou um programa para a escavação e proteção dos monumentos ligados à escultura, que eram amplamente suspeitos de incluir o Grande Altar.

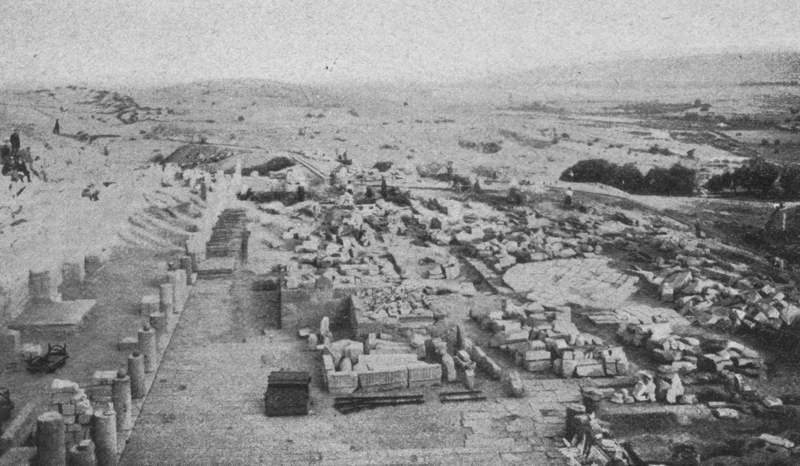
A ágora inferior em 1902, durante escavações

Como resultado desses esforços, Carl Humann, que estivera realizando escavações de baixo nível em Pérgamo nos anos anteriores e descobrira, por exemplo, a inscrição no arquitrave do Templo de Deméter em 1875, foi encarregado de realizar trabalhos na área do altar de Zeus em 1878, onde continuou a trabalhar até 1886. Com a aprovação do Império Otomano, os relevos descobertos foram transportados para Berlim, onde o Museu de Pérgamo foi aberto para eles em 1907. O trabalho foi continuado por Conze, que visou a mais completa exposição e investigação da cidade histórica e da cidadela que era possível. Ele foi seguido pelo historiador da arquitetura Wilhelm Dörpfeld de 1900 a 1911, que foi responsável pelas descobertas mais importantes. Sob sua liderança, a Ágora Inferior, a Casa de Átalo, o Ginásio e o Santuário de Deméter foram trazidos à luz.
As escavações foram interrompidas pela Primeira Guerra Mundial e só foram retomadas em 1927 sob a liderança de Theodor Wiegand, que permaneceu neste posto até 1939. Ele se concentrou em novas escavações na parte alta da cidade, no Asklepieion e no Red Hall. A Segunda Guerra Mundial também causou uma ruptura no trabalho em Pérgamo, que durou até 1957. De 1957 a 1968, Erich Boehringer trabalhou (no Asklepieion em particular), mas também realizou um trabalho importante sobre a cidade baixa como um todo e realizou um trabalho de pesquisa, que aumentou o conhecimento do campo em torno da cidade. Em 1971, após uma breve pausa, Wolfgang Radt sucedeu-o como líder de escavações e dirigiu o foco de pesquisa nos edifícios residenciais de Pérgamo, mas também em questões técnicas, como o sistema de gestão de água da cidade que sustentava uma população de 200.000 pessoas no seu auge. Ele também realizou projetos de conservação que eram de vital importância para a manutenção dos restos materiais de Pérgamo. Desde 2006, as escavações foram lideradas por Felix Pirson.
A maioria das descobertas das escavações de Pérgamo antes da Primeira Guerra Mundial foram levadas ao Museu de Pérgamo em Berlim, com uma porção menor indo para o Museu Arqueológico de Istambul depois de inaugurada em 1891. Após a Primeira Guerra Mundial, o Museu de Bergama foi aberto, recebendo todos os achados descobertos desde então.

## Infraestrutura e habitação
Pérgamo é um bom exemplo de cidade que se expandiu de maneira planejada e controlada. Filetero transformou Pérgamo de um assentamento arcaico em uma cidade fortificada. Ele ou seu sucessor, Átalo I, construíram um muro ao redor de toda a cidade alta, incluindo o planalto ao sul, a ágora superior e algumas das moradias - mais moradias devem ter sido encontradas fora dessas muralhas. Por causa do crescimento da cidade, as ruas foram ampliadas e a cidade foi monumentalizada. Sob o governo de Átalo, algumas pequenas mudanças foram feitas na cidade de Filetero. Durante o reinado de Eumenes II e Átalo II, houve uma expansão substancial da cidade. Uma nova rede de ruas e uma nova muralha da cidade com uma portaria monumental ao sul da acrópole chamada Porta de Eumenes foram criadas. A muralha, com numerosos portões, agora cercava a colina inteira, não apenas a parte alta da cidade e a área plana a sudoeste, até o rio Selinus. Numerosos edifícios públicos foram construídos, assim como um novo mercado ao sul da acrópole e um novo ginásio no leste. A encosta sudeste e toda a encosta ocidental da colina estavam agora assentadas e abertas pelas ruas.
O plano de Pérgamo foi afetado pela extrema inclinação do local. Como resultado disso, as ruas tinham que girar os cantos para que a colina pudesse ser escalada da forma mais confortável e rápida possível. Para a construção de edificações e deposição das ágoras, era necessário realizar um trabalho extenso sobre a face da falésia e os terraços. Uma consequência do crescimento da cidade foi a construção de novos edifícios sobre os antigos, já que não havia espaço suficiente.
Separado disso, uma nova área foi estabelecida na época romana, consistindo de uma cidade totalmente nova a oeste do rio Selinus, com toda a infra-estrutura necessária, incluindo banhos, teatros, estádios e santuários. Esta nova cidade romana foi capaz de se expandir sem muros da cidade, restringindo-a, por causa da ausência de ameaças externas.

### Habitação
Geralmente, a maioria das casas helenísticas em Pérgamo eram dispostas em um pequeno pátio centralmente localizado e aproximadamente quadrado, com quartos em um ou dois lados. As salas principais são frequentemente empilhadas em dois níveis no lado norte do pátio. Uma passagem larga ou uma colunata no lado norte do pátio frequentemente se abria para os foyers (parte onde se produzia fogo), o que permitia o acesso a outras salas. Um arranjo norte-sul exato dos blocos da cidade não era possível por causa da situação topográfica e da construção anterior. Assim, o tamanho e a disposição dos quartos diferiam de casa para casa. Desde a época de Filetero, no mais tardar, esse tipo de pátio era comum e era cada vez mais difundido à medida que o tempo passava, mas não era universal. Alguns complexos foram projetados como as Casas Prostas, semelhantes aos projetos vistos em Priene. Outros tinham amplos salões com colunas em frente às salas principais ao norte. Especialmente neste último tipo, muitas vezes há um segundo pavimento acessado por escadas. Nos pátios, muitas vezes havia cisternas, que captavam a água da chuva dos telhados inclinados acima. Para a construção sob o reinado de Eumenes II, um quarteirão de 35 x 45 m pôde ser reconstruído, sujeito a variação significativa como resultado do terreno.

### Espaços abertos
Desde o início do reinado de Filetero, os eventos cívicos em Pérgamo estavam concentrados na acrópole. Com o tempo, a chamada "Ágora Superior" foi desenvolvida no extremo sul desta. No reinado de Átalo I, um templo de Zeus foi construído lá. Ao norte dessa estrutura havia um prédio de vários andares, que provavelmente tinha uma função ligada ao mercado. Com o desenvolvimento progressivo do espaço aberto, estes edifícios foram demolidos, enquanto a própria Ágora Superior assumiu uma função mais fortemente comercial, enquanto ainda um espaço especial, em decorrência do templo de Zeus. Ao longo da expansão da cidade sob o reinado de Eumenes, o caráter comercial da Ágora superior foi desenvolvida. Os principais sinais deste desenvolvimento são principalmente os salões construídos na época de Eumenes II, cujas câmaras traseiras foram provavelmente usadas para o comércio. No oeste, a "Câmara Ocidental" foi construída, a qual poderia ter servido como um prédio de administração do mercado. Após estas renovações, a Ágora Superior serviu como um centro de comércio e espetáculo na cidade.
Devido às novas e significativas construções nas imediações — a renovação do Santuário de Atena e do Altar de Pérgamo e o redesenho da área vizinha — o projeto e o princípio organizacional da Ágora Superior sofreram uma nova mudança. Seu caráter tornou-se muito mais espetacular e focado nas duas novas estruturas que pairavam sobre ele, especialmente o altar que era visível em seu terraço por baixo, já que a stoa usual em torno dele era omitida do desenho.
Os 80 metros de comprimento e 55 metros de largura 'Ágora Inferior' foram construídas sob o reinado de Eumenes II e não foram significativamente alterados até a Antiguidade Tardia. Assim como a Ágora Superior, a forma retangular da ágora foi adaptada ao terreno íngreme. A construção consistiu em um total de três níveis. Destes, o Nível Superior e o 'Nível Principal' se abriam para um pátio central. No nível mais baixo, havia quartos apenas nos lados sul e leste, devido à inclinação da terra, que conduzia através de uma colunata para o exterior do espaço. Toda a área do mercado se estendia por dois níveis, com um grande salão com colunas no centro, que continha pequenos espaços de lojas e salas diversas.

### Estradas e pontes

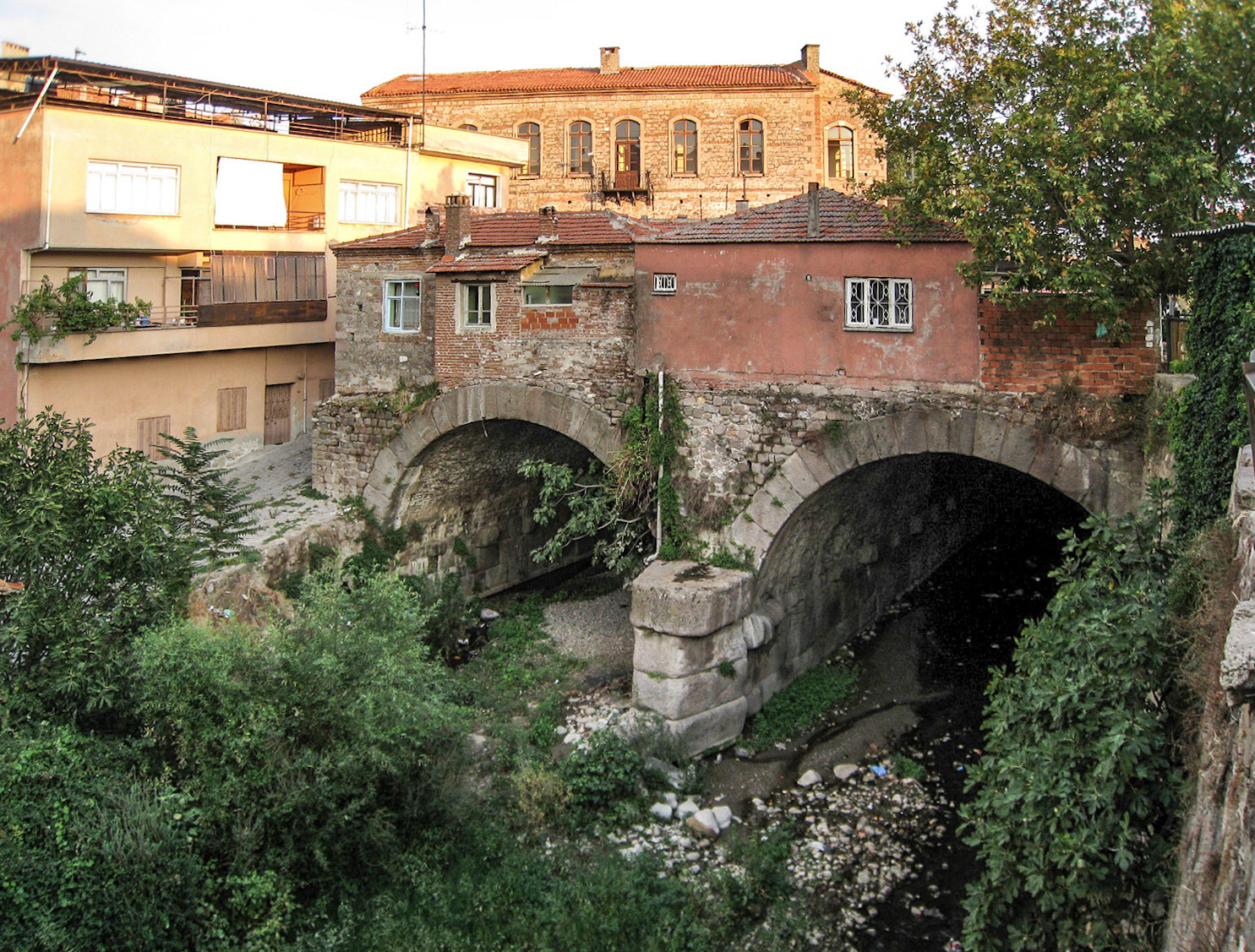
Ponte romana de Pérgamo

O curso da rua principal, que sobe a colina até a acrópole com uma série de curvas apertadas, é típico do sistema de ruas de Pérgamo. Nesta rua havia lojas e armazéns. A superfície da rua consistia de blocos andesitos de até 5 metros de largura, 1 metro de comprimento e 30 cm de profundidade. A rua incluía um sistema de drenagem, que transportava a água pela encosta. Por ser a rua mais importante da cidade, a qualidade do material utilizado em sua construção era muito alta.
O projeto da cidade por Filetero foi moldado, acima de tudo, por considerações circunstanciais. Somente sob Eumenes II essa abordagem foi descartada e o plano da cidade começou a mostrar sinais de um plano geral. Ao contrário de tentativas anteriores em um sistema de rua ortogonal, um design em formato de leque parece ter sido adotado para a área ao redor do ginásio, com ruas de até quatro metros de largura, aparentemente destinadas a permitir o fluxo efetivo de tráfego. Em contraste com isso, o sistema de becos de Filetero foi criado de forma não sistemática, embora o tópico ainda esteja sob investigação. Onde o relevo do terreno impediu a colocação de uma rua, pequenas ruas foram instaladas como conexões. Em geral, portanto, existem ruas largas, extensas (plateiai) e pequenas ruas de ligação, estreitas (stenopoi).
A Ponte de Pérgamo, com quase 200 metros de largura, sob o pátio da Basílica Vermelha, no centro de Bergama, é a maior ponte da Antiguidade.

### Abastecimento de água
Os habitantes de Pérgamo eram abastecidos com água por um sistema eficaz. Além das cisternas, havia um sistema de nove tubos (sete tubos de cerâmica helênicos e dois canais romanos abertos). O sistema fornecia cerca de 30 000 a 35 000 metros cúbicos de água por dia.
O aqueduto de Madradağ era um tubo de cerâmica com um diâmetro de 18 cm que já trazia água para a cidadela de uma fonte a mais de 40 quilômetros de distância nas montanhas Madradağ, a 1 174 m acima do nível do mar, no período helenístico. Seu significado para a história da arquitetura está na forma dos últimos quilômetros das montanhas através de um vale de 200 metros de profundidade até a acrópole. O tubo consistia em três canais, que terminavam a 3 km ao norte da cidadela, antes de chegar ao vale, e se esvaziavam em uma piscina, que incluía um tanque de sedimentação duplo. Essa piscina era 35 metros mais alta que o cume da cidadela. O tubo da piscina para a acrópole consistia em apenas um único canal — um tubo de chumbo pressurizado a 200 cmH2O. A água atravessava o vale entre a piscina e a cidadela através deste conduto pressurizado, que funcionava como vasos comunicantes, de tal forma que a água subia até a altura da cidadela por si própria, como resultado do cano pressurizado.

## Pontos turísticos

### Acrópole Superior

#### Altar de Pérgamo

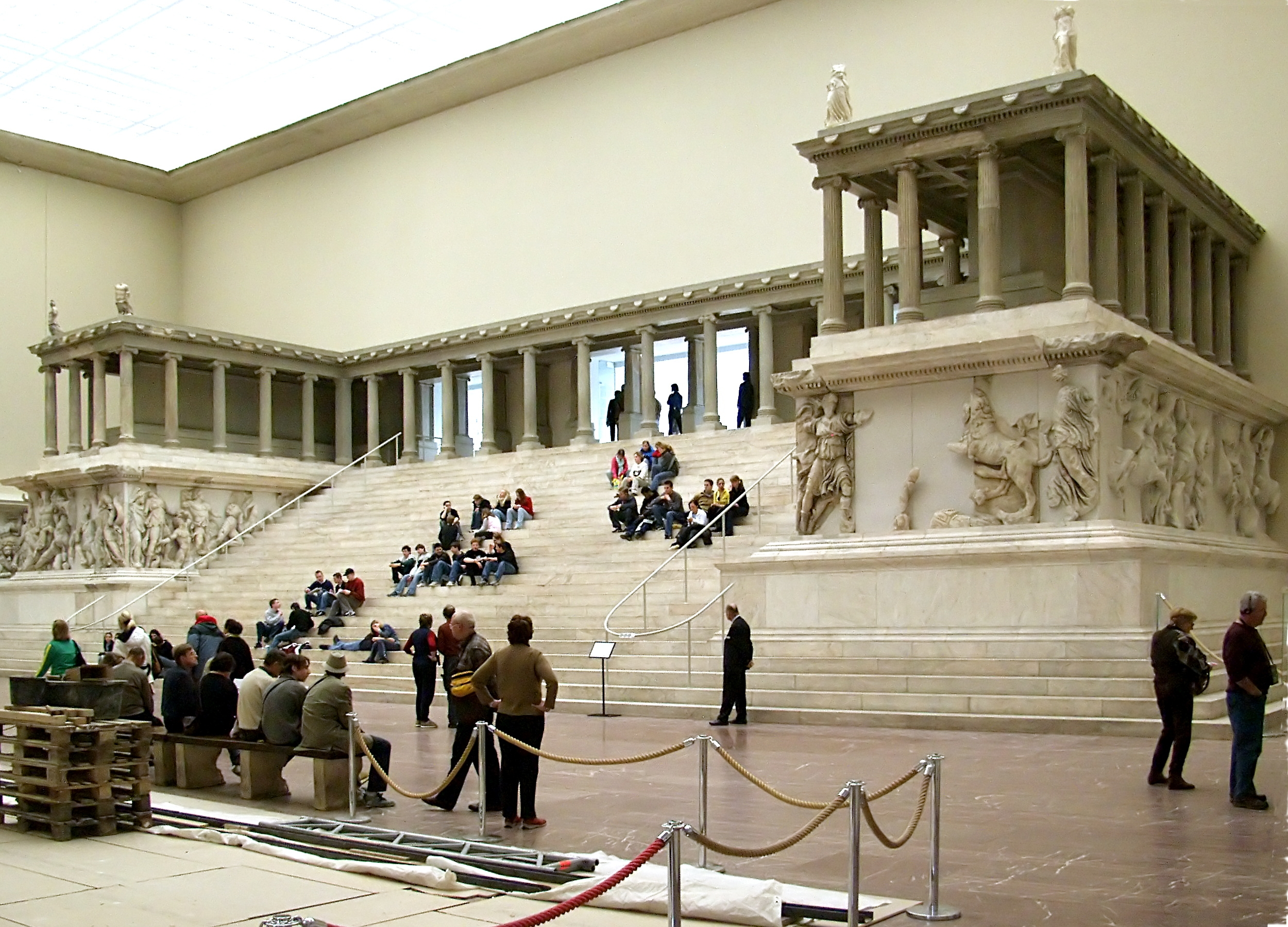
O Grande Altar de Pérgamo, em exibição no Museu de Pérgamo em Berlim, Alemanha

A estrutura mais famosa da cidade é o altar monumental, que provavelmente foi dedicado a Zeus e Atena. As fundações ainda estão localizadas na Cidade alta, mas os restos do friso de Pérgamo, que originalmente o decorou, estão expostos no Museu de Pérgamo em Berlim, onde as partes do friso levadas para a Alemanha foram instaladas em uma reconstrução parcial.
Para a construção do altar, a área plana necessária foi habilmente criada através de terraços, a fim de permitir que ela fosse orientada em relação ao seu vizinho, o Templo de Atena. A base do altar media em torno de 36 x 33 metros e foi decorado no exterior com uma representação detalhada em alto-relevo da Gigantomaquia, a batalha entre os deuses do Olimpo e os gigantes. O friso tem 2,30 metros de altura e tem um comprimento total de 113 metros, tornando-se o segundo mais longo friso que sobreviveu desde a antiguidade, depois do Friso do Partenon em Atenas. Uma escada de 20 metros de largura cortada na base no lado oeste leva até a estrutura superior, que é cercada por uma colunata, e consiste em um pátio com colunas, separado da escada por uma colunata. As paredes internas dessa colunata tinham mais um friso, descrevendo a vida de Télefo, filho de Héracles e mítico fundador de Pérgamo. Este friso tem cerca de 1,60 metros de altura e, portanto, é claramente menor que o friso externo.

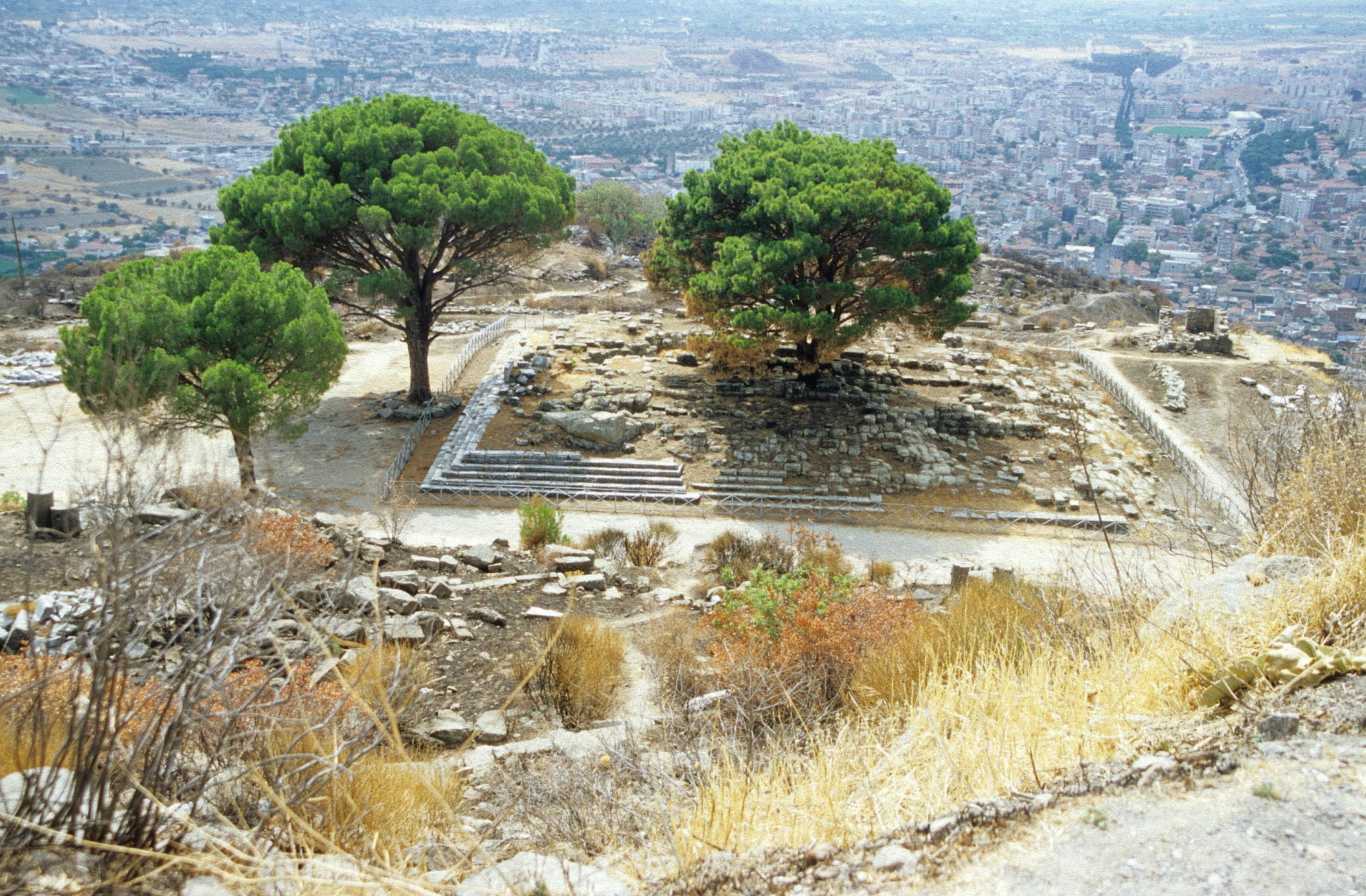
Fundações do Altar de Pérgamo

No Novo Testamento, no Livro de Apocalipse, a fé dos crentes de Pérgamo, que "moram onde o trono de Satanás está" é elogiada pelo autor. Muitos estudiosos acreditam que o "assento de Satanás" refere-se ao Altar de Pérgamo, devido à sua semelhança com um trono gigantesco.

#### Teatro

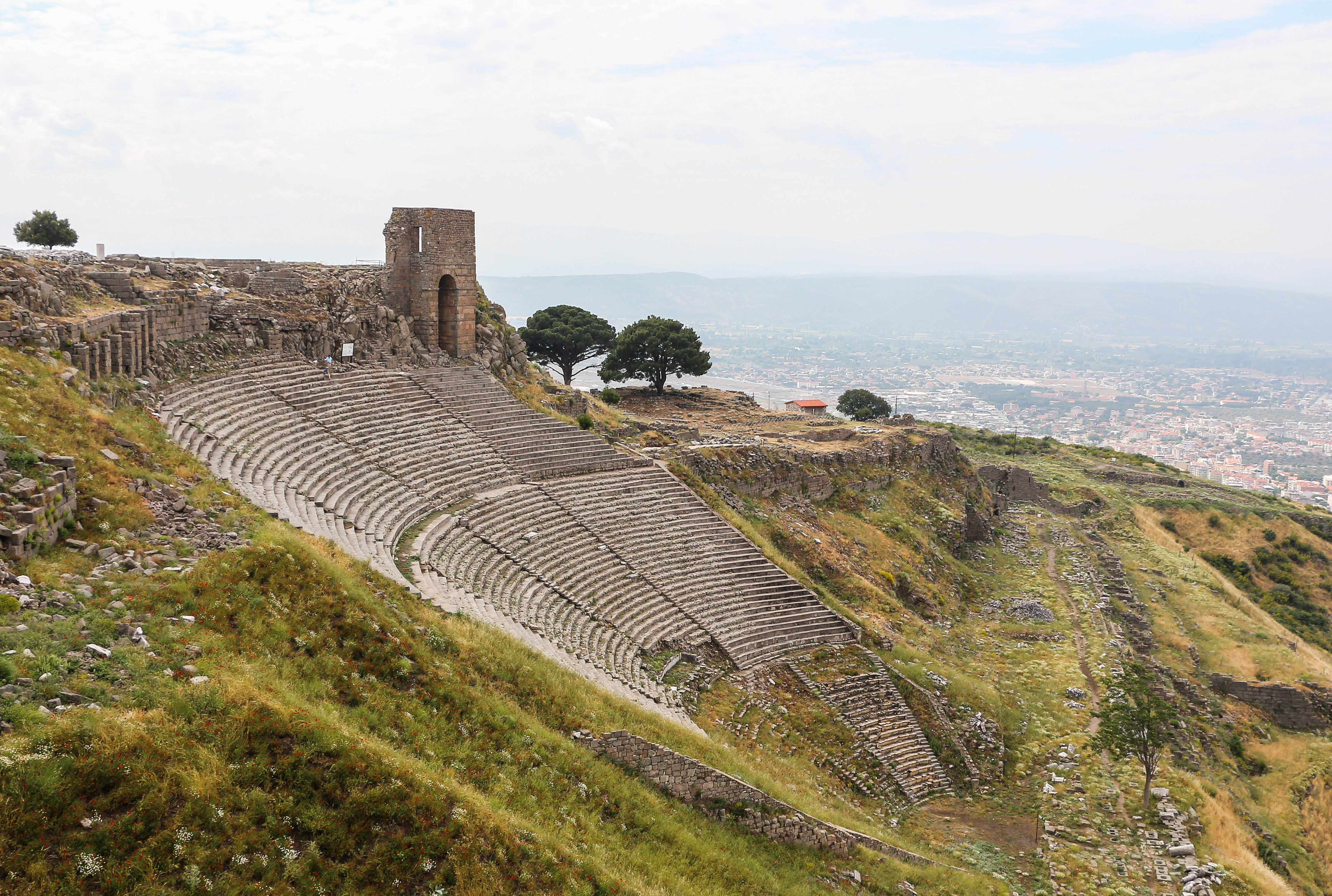
Teatro de Pérgamo

O teatro, bem preservado, data do período helenístico e tinha espaço para cerca de 10 000 pessoas, em 78 filas de assentos. A uma altura de 36 metros, é o mais íngreme de todos os teatros antigos. A área de assento (koilon) é dividida horizontalmente por duas passagens, chamadas diazomata, e verticalmente por escadas de 0,75 metros de largura em sete seções na parte mais baixa do teatro e seis nas seções média e superior. Abaixo do teatro há um terraço de 247 metros de comprimento e até 17,4 metros de largura, que ficava em um muro alto de contenção e era emoldurado por uma stoa. Vindo do mercado superior, pode-se entrar em um edifício-torre no extremo sul. Este terraço não tinha espaço para a orquestra circular, o que era normal em um teatro grego; apenas um palco de madeira foi construído, o que poderia ser derrubado quando não houvesse nenhuma performance acontecendo. Assim, a vista ao longo do terraço para o Templo de Dionísio, no extremo norte, era desimpedida. Um palco de mármore foi construído apenas no século I a.C.. Outros teatros foram construídos no período romano, um na nova cidade romana e outro no santuário de Asclépio.

#### Templo de Dionísio

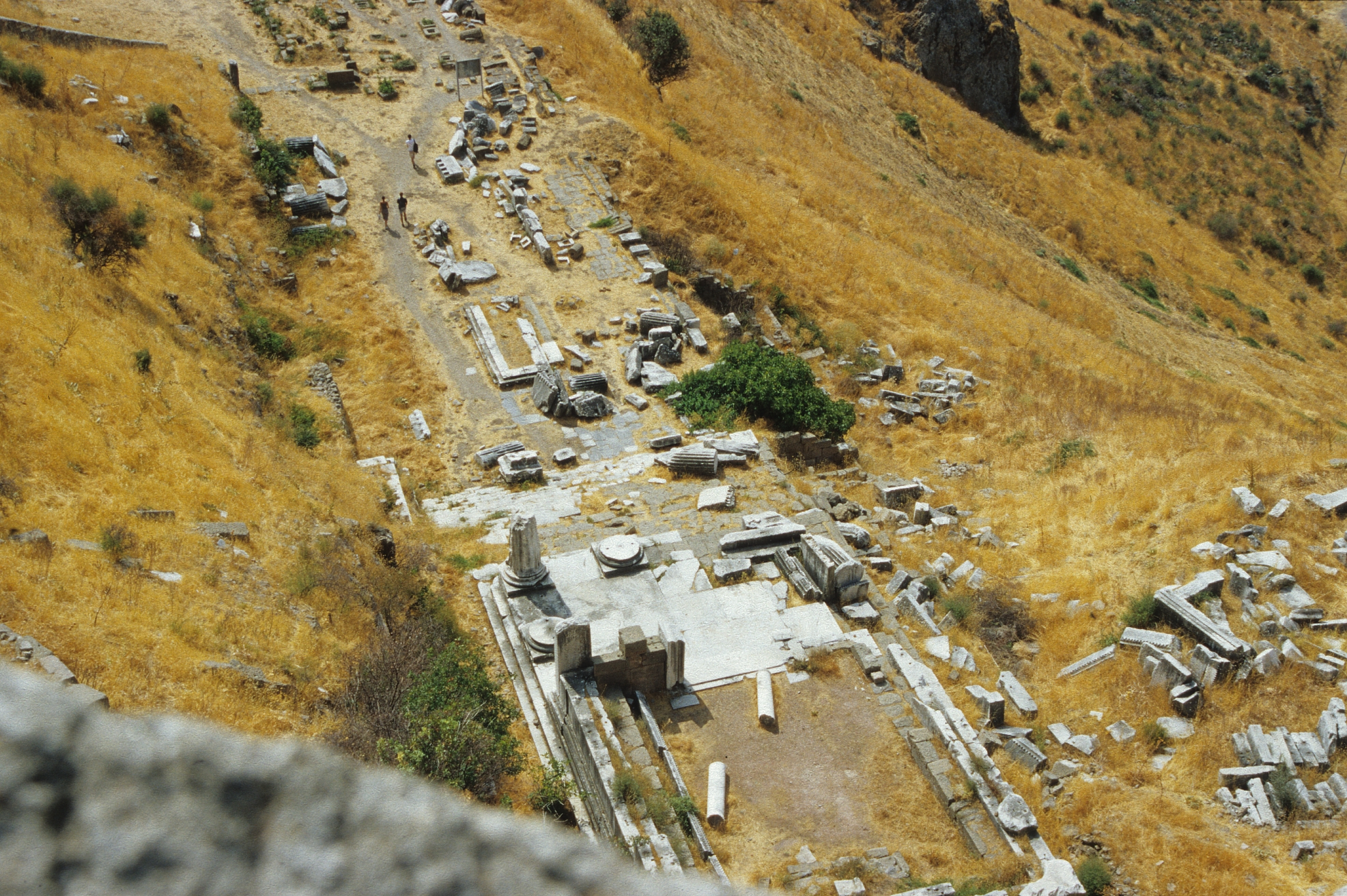
Santuário de Dionísio no extremo norte do terraço do teatro

Em Pérgamo, Dionísio tinha o epíteto Kathegemon ("o guia") e já era adorado no último terço do século III a.C., quando os Atálidas fizeram dele o deus principal de sua dinastia. No século II a.C., Eumenes II (provavelmente) construiu um templo para Dionísio no extremo norte do terraço do teatro. O templo de mármore fica em um pódio, 4,5 metros acima do nível do terraço do teatro, e era um templo de prostilos jônicos. O pronau tinha quatro colunas de largura e duas colunas de profundidade e era acessado por uma escada de vinte e cinco degraus. Apenas alguns traços da estrutura helenística sobrevivem. A maior parte da estrutura sobrevivente deriva de uma reconstrução do templo que provavelmente ocorreu sob o governo de Caracala, ou talvez sob Adriano.

#### Templo de Atena

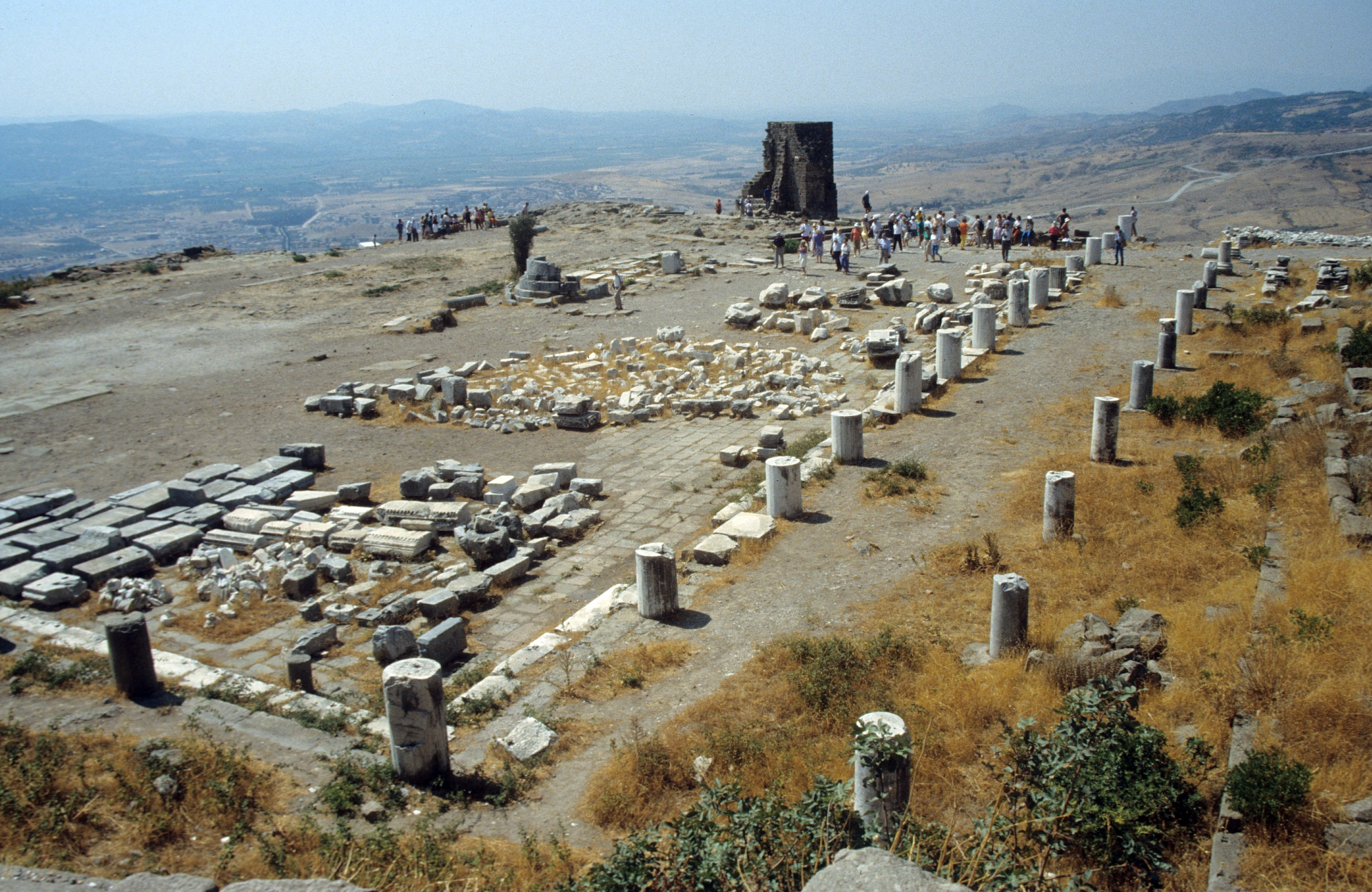
Templo de Atena

O mais antigo templo de Pérgamo é um santuário de Atena do século IV a.C. Era um templo períptero dórico, voltado para o norte, com seis colunas no lado curto e dez no lado comprido e uma cela dividida em dois cômodos. As fundações, medindo cerca de 12,70 x 21,80 metros, ainda são visíveis hoje. As colunas tinham cerca de 5,25 metros de altura, 0,75 metros de diâmetro e a distância entre elas era de 1,62 metros, portanto a colunata era muito leve para um templo desse período. Isso é correspondido pela forma dos tríglifos, que geralmente consistem de uma sequência de dois tríglifos e duas métopas, mas são compostos de três tríglifos e três métopas. As colunas do templo não são bossages (pedra não cortada incluída nas construções para ser esculpidas posteriormente) perfuradas e retidas, mas não está claro se isso foi resultado de descuido ou incompletude.
Uma stoa de dois andares em torno do templo, em três lados, foi acrescentada sob o governo de Eumenes II, junto com o propileu no canto sudeste, que agora é encontrado, em grande parte reconstruído, no Museu de Pérgamo em Berlim. A balaustrada do nível superior das stoas norte e leste estava decorada com relevos representando armas que comemoravam a vitória militar de Eumenes II. A construção misturou colunas jônicas e tríglifos dóricos (dos quais cinco tríglifos e métopas sobrevivem). Na área do santuário, Átalo I e Eumenes II construíram monumentos de vitória, principalmente as dedicatórias gálicas. O stoa do norte parece ter sido o local da Biblioteca de Pérgamo.

#### Biblioteca
A Biblioteca de Pérgamo foi a segunda maior do mundo grego antigo depois da Biblioteca de Alexandria, contendo pelo menos 200 000 rolos. A localização do prédio da biblioteca não é certa. Desde as escavações do século XIX, geralmente foi identificado como um anexo do stoa norte do santuário de Atena, na Cidadela Superior, que foi construído por Eumenes II. Inscrições no ginásio que mencionam uma biblioteca podem indicar, no entanto, que o prédio estava localizado naquela área.

#### Trajaneum

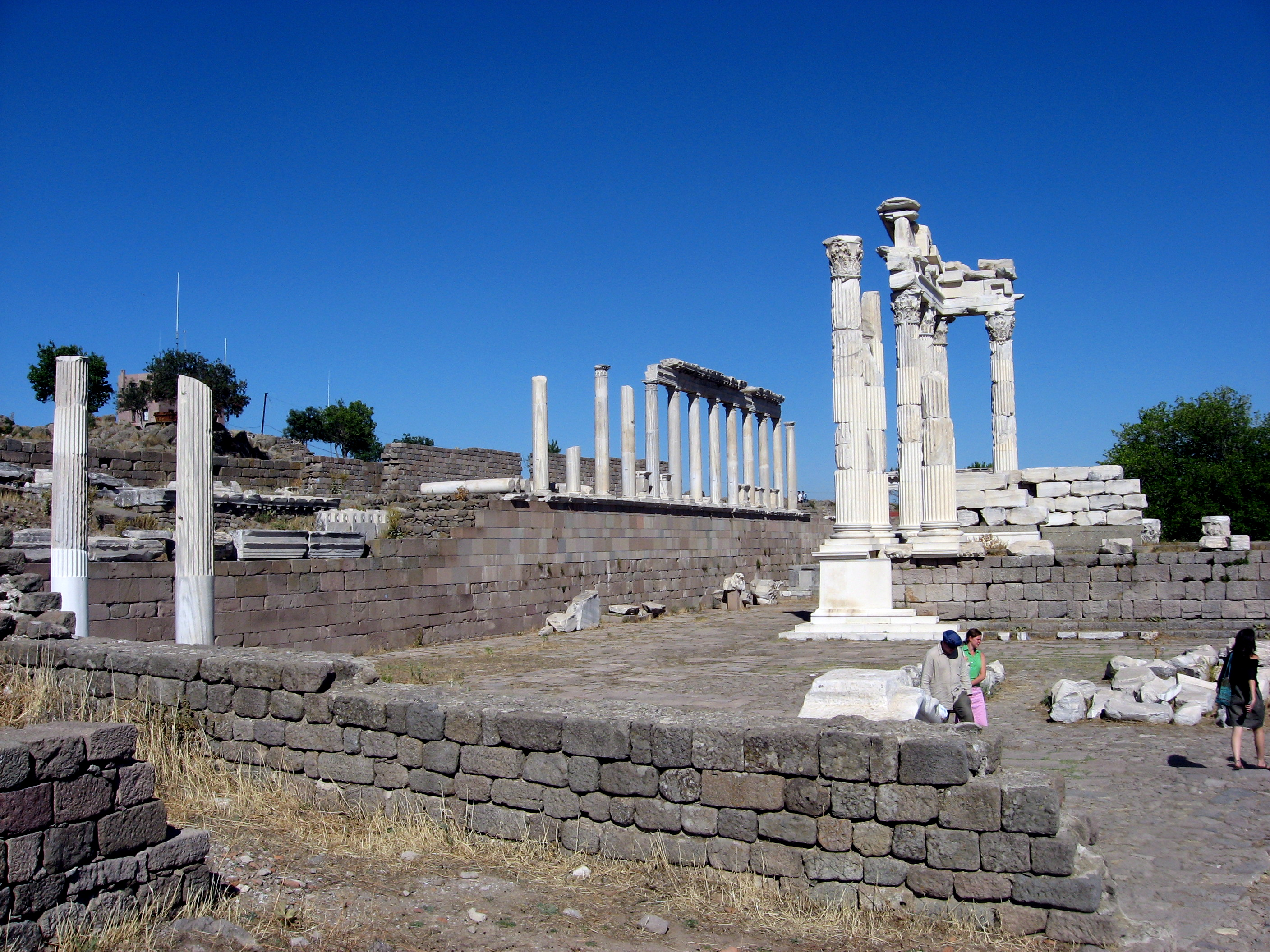
Trajaneum em Pérgamo

No ponto mais alto da cidadela está o Templo de Trajano e Zeus Philios. O templo fica em um pódio de 2,9 metros de altura no topo de um terraço abobadado. O templo em si era um templo períptero coríntio, com cerca de 18 metros de largura, com 6 colunas nos lados curtos e 9 colunas nos lados compridos, e duas fileiras de colunas em antas. Ao norte, a área era fechada por uma alta stoa, enquanto nos lados oeste e leste ela era cercada por paredes simples de cantaria, até que outros stoas foram inseridos no reinado de Adriano.
Durante as escavações, fragmentos de estátuas de Trajano e Adriano foram encontrados nos escombros da cela, incluindo seus retratos de escultura, bem como fragmentos da estátua de culto a Zeus Philios.

#### Outras estruturas
Outras estruturas notáveis ainda existentes na parte superior da Acrópole incluem:
- Os palácios reais;

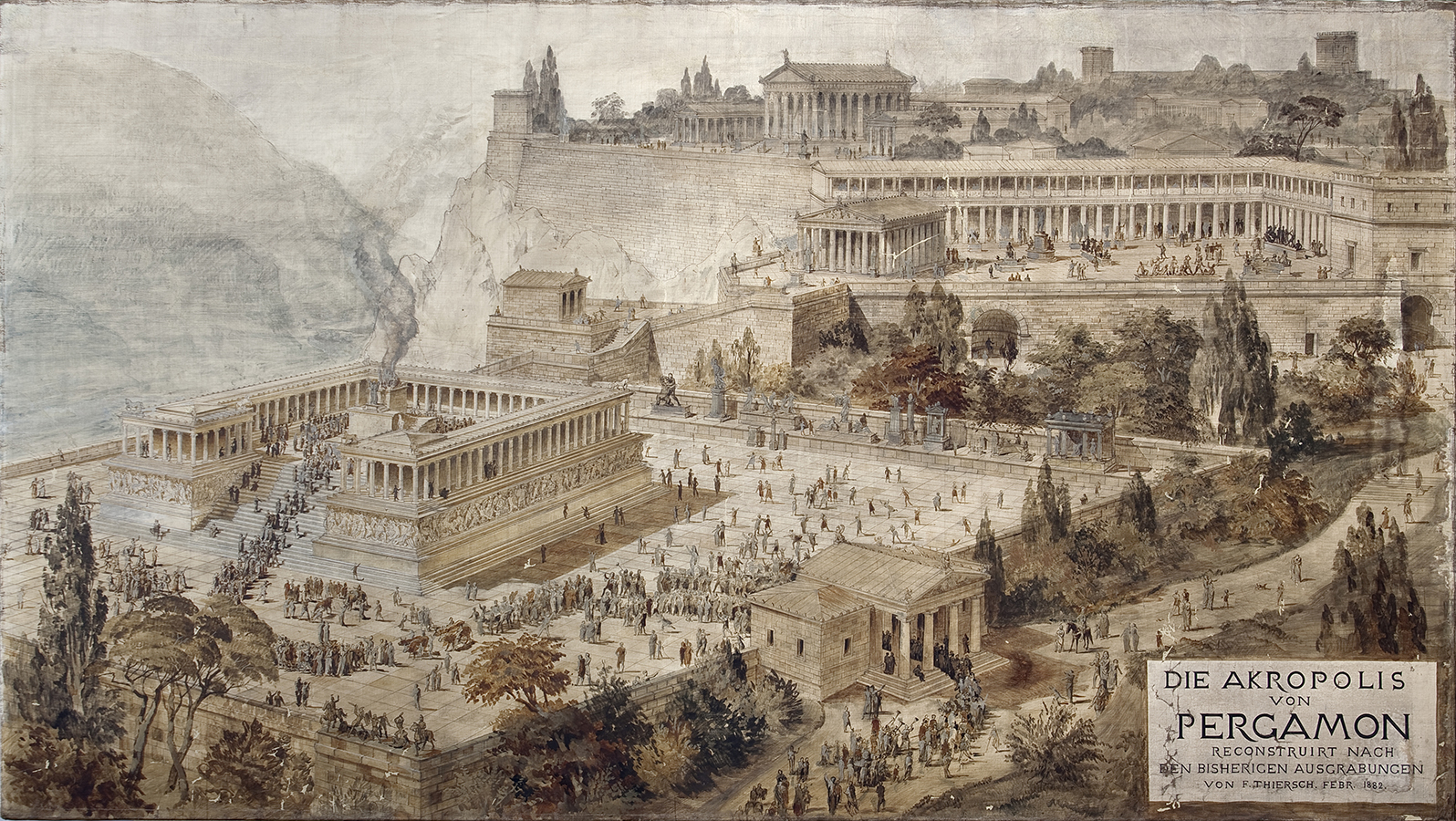
Visão reconstruída da Acrópole de Pérgamo (Friedrich Thierch, 1882)

- O Heroon - um santuário onde os reis de Pérgamo, particularmente Átalo I e Eumenes II, eram adorados;[78]
- A Ágora Superior;
- O complexo de banhos romanos;
- O heroon de Diodorus Pasporos;
- Os Arsenais.

Hoje, o local é facilmente acessível pelo Teleférico da Acrópole de Bergama, a partir da estação base no nordeste de Bergama.

### Acrópole Inferior

#### Ginásio

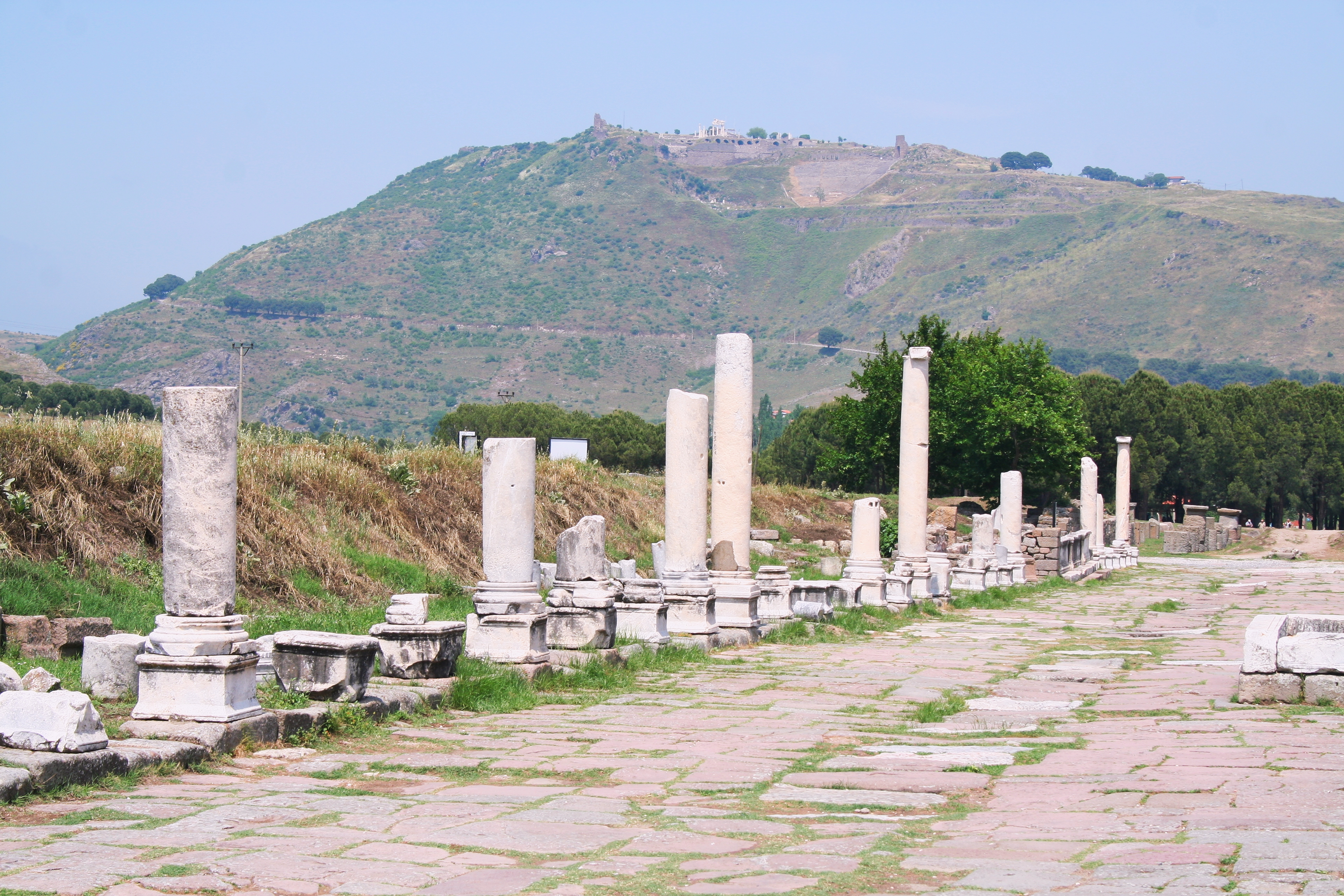
Acrópole vista a partir do Santuário de Esculápio

Uma grande área de ginásio foi construída no século II a.C., no lado sul da acrópole. Consistia em três terraços, com a entrada principal no canto sudeste do terraço mais baixo. O terraço mais baixo e mais ao sul é pequeno e quase livre de edifícios. É conhecido como o Ginásio Inferior e foi identificado como o ginásio dos meninos. O terraço do meio tinha cerca de 250 metros de comprimento e 70 metros de largura no centro. No lado norte, havia um salão de dois andares. Na parte leste do terraço havia um pequeno templo prostilo de ordem coríntia. Um estádio coberto, conhecido como o Estádio do Porão, está localizado entre o terraço do meio e o terraço superior.
O terraço superior mede 150 x 70 metros quadrados, tornando-se o maior dos três terraços. Consistia em um pátio cercado por stoas e outras estruturas, medindo aproximadamente 36 x 74 metros. Esse complexo é identificado como uma palestra e tinha uma sala de aula em forma de teatro além do stoa do norte, que é provavelmente de data romana e um grande salão de banquetes no centro. Outras salas de função incerta eram acessíveis a partir dos stoas. No oeste, havia um templo Antae (tipo de templo grego ou romano antigo) jônico, voltado para o sul, onde era o santuário central do ginásio. A área oriental foi substituída por um complexo de banhos nos tempos romanos. Outros banhos romanos foram construídos a oeste do templo jônico.

#### Santuário de Hera

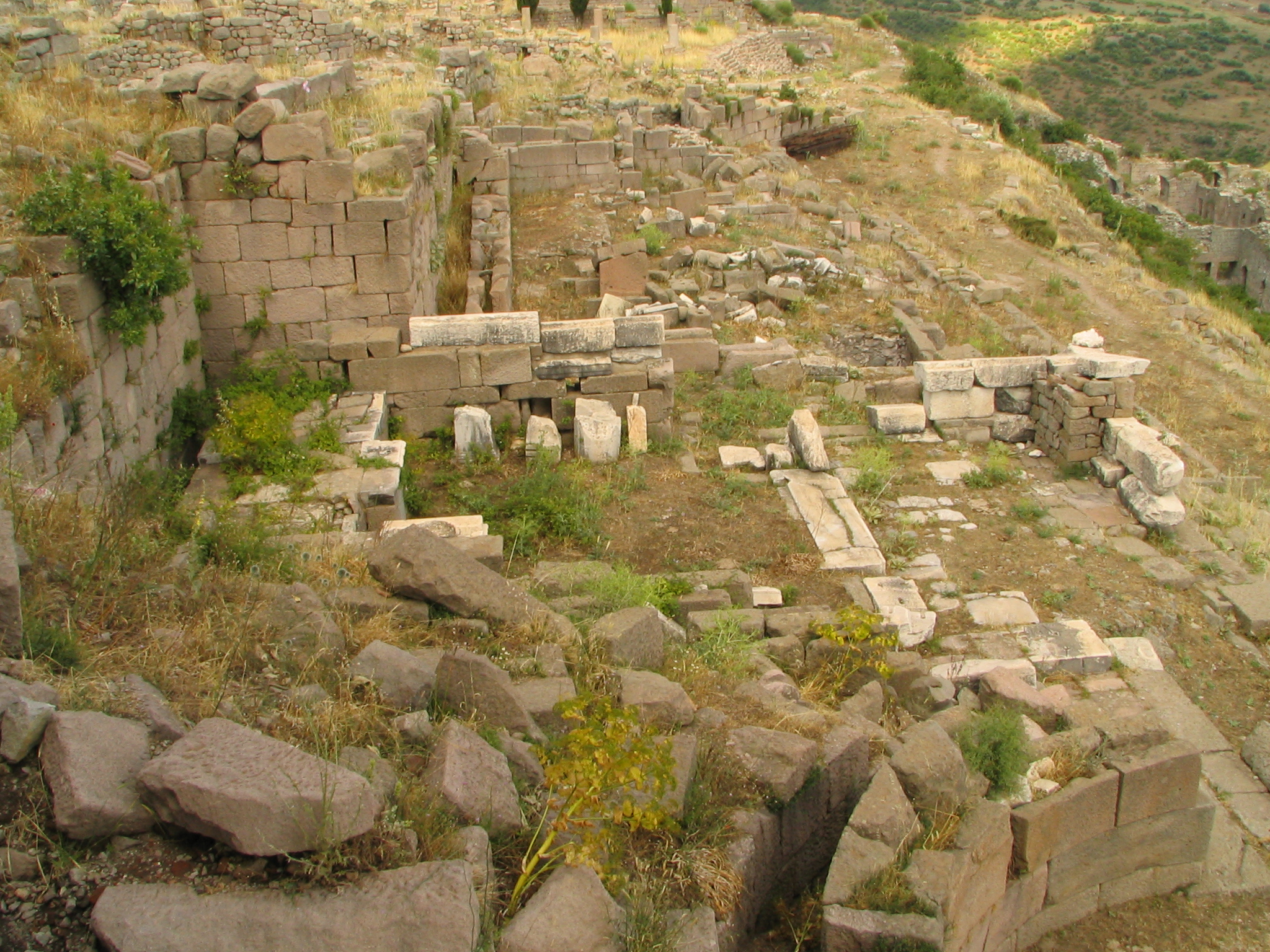
Templo e Santuário de Hera vista do oeste

O santuário de Hera Basileia ("a rainha") ficava ao norte do terraço superior do ginásio. Sua estrutura ficava em dois terraços paralelos, o sul a cerca de 107,4 metros acima do nível do mar e o norte a cerca de 109,8 metros acima do nível do mar. O templo de Hera ficava no meio do terraço superior, voltado para o sul, com uma êxedra de 6 metros de largura a oeste e um prédio, cuja função não é muito clara, a leste. Os dois terraços estavam ligados por uma escada de onze degraus, com cerca de 7,5 metros de largura, descendo da frente do templo.
O templo tinha cerca de 7 metros de largura por 12 metros de comprimento e estava assentado sobre uma base de três degraus. Foi um prostilo tetrastilo dórico, com três tríglifos e métopas para cada vão no entablamento. Todos os outros edifícios do santuário eram feitos de traquito, mas a parte visível do templo era feita de mármore, ou pelo menos tinha um revestimento de mármore. A base da imagem de culto dentro da cela sustentava três estátuas de culto.
Os restos remanescentes da inscrição na arquitrave indicam que o edifício era o templo de Hera Basileia e que foi erguido por Átalo II.

#### Santuário de Deméter

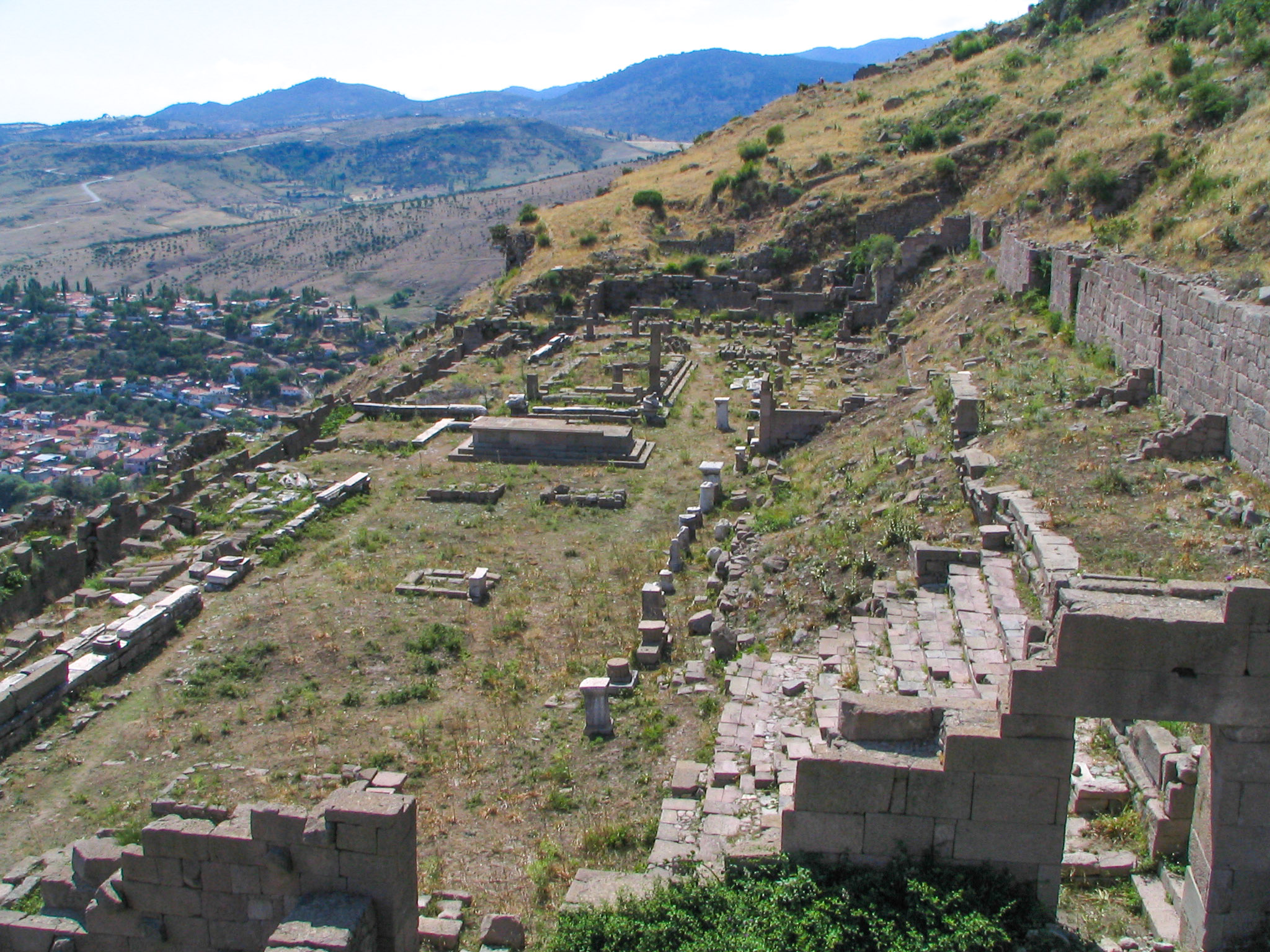
Santuário de Deméter visto do leste

O Santuário de Deméter ocupava uma área de 50 x 110 metros no nível médio da encosta sul da cidadela. O santuário era velho; sua atividade pode ser rastreada até o século IV a.C..
A entrada do santuário se dava através de um Propileu no leste, o que levava a um pátio cercado por stoas em três lados. No centro da metade ocidental desse pátio, ficava o templo jônico de Deméter, um templo Antae à direita, medindo 6,45 x 12,7 metros, com um pórtico de ordem coríntia que foi acrescentado no tempo de Antonino Pio. O resto da estrutura era de data helenística, construída em mármore local e tinha um friso de mármore decorado com bucrânio. Cerca de 9,5 metros em frente ao edifício de frente para o leste, havia um altar, com 7 metros de comprimento e 2,3 metros de largura. O templo e o altar foram construídos para Deméter por Filetero, seu irmão Eumenes, e sua mãe Boa.
Na parte leste do pátio, havia mais de dez fileiras de cadeiras dispostas em frente à stoa do norte para os participantes dos mistérios de Deméter. Aproximadamente 800 iniciados podiam se aglomerar nesses lugares.

#### Outras estruturas
A parte inferior da acrópole também contém as seguintes estruturas:
- Casa de Átalo
- Ágora Inferior
- Portão de Eumenes

### Ao pé da acrópole

#### Santuário de Esculápio

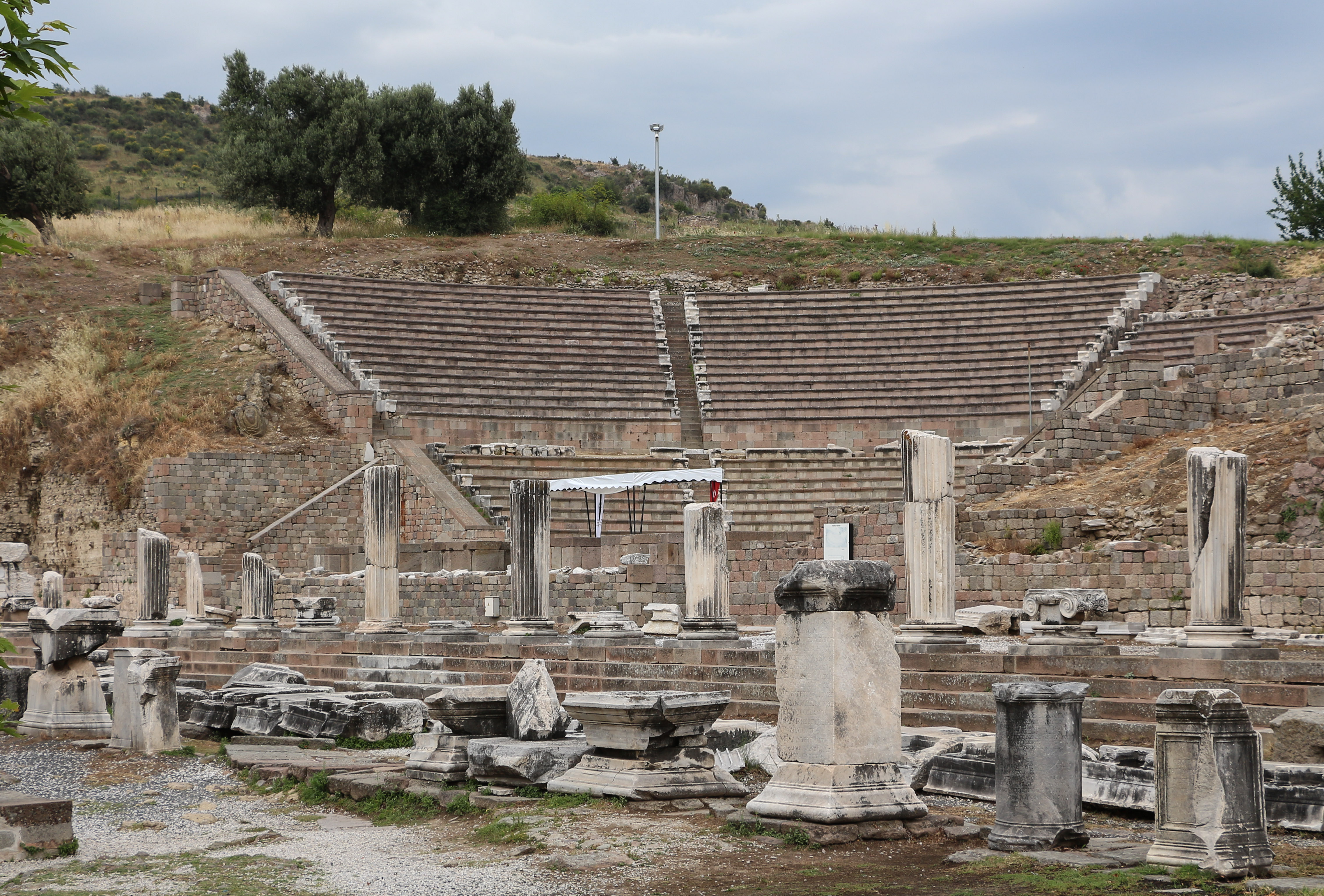
O teatro romano

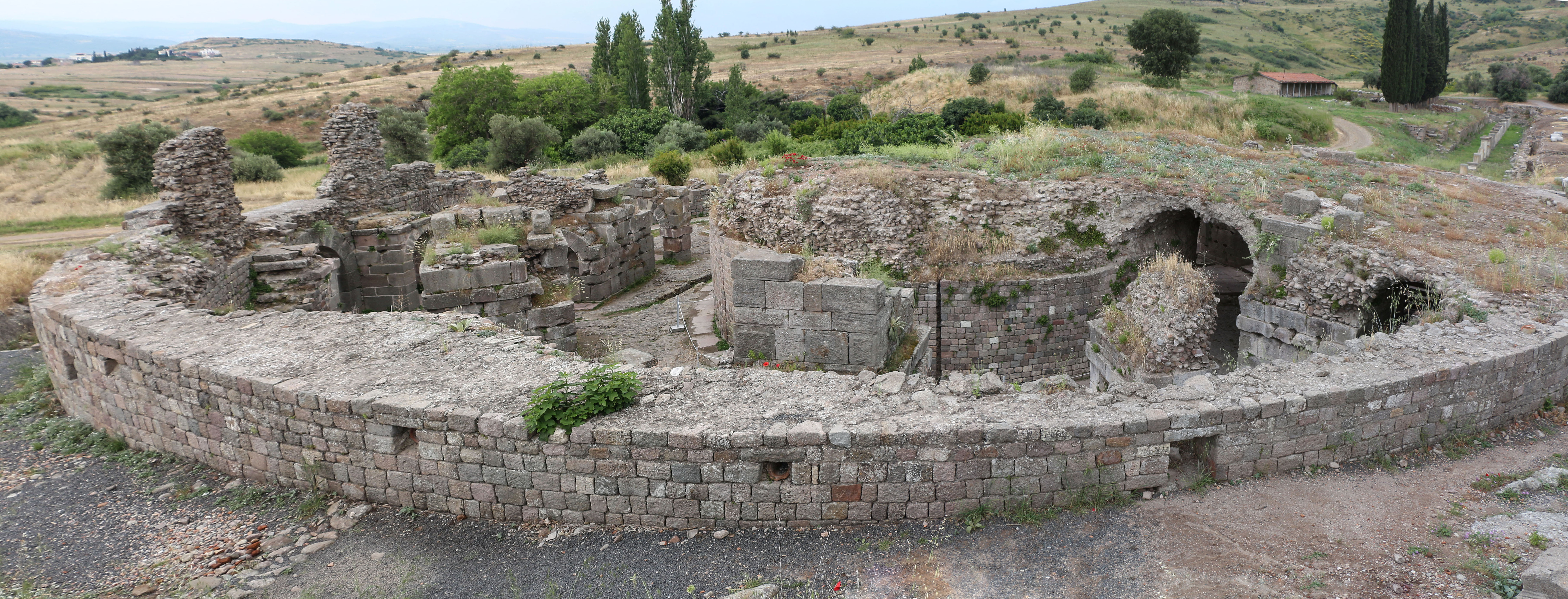
Templo de Telesforo

Três quilômetros ao sul da acrópole (39° 7′ 9″ N, 27° 9′ 56″ E), no vale, havia o Santuário de Esculápio (também conhecido como Asclepium), o deus de cura. O Asclepium era acessado ao longo de um caminho sagrado colunado de 820 metros. Nesse lugar, pessoas com problemas de saúde podiam se banhar na água da fonte sagrada e, nos sonhos dos pacientes, Esculápio apareceria em uma visão para lhes dizer como curar sua doença. A Arqueologia encontrou muitos presentes e dedicatórias que as pessoas fariam depois, com pequenas partes de terracota, representando sem dúvidas que tinha sido curado. Galeno, o médico mais famoso do antigo Império Romano e médico pessoal do imperador Marco Aurélio, trabalhou no Asclepium por muitos anos. Estruturas existentes notáveis no Asclepium incluem:
- O teatro romano;
- O stoa do norte;
- O stoa do sul;
- O Templo de Esculápio;
- Um centro de tratamento circular (às vezes conhecido como o Templo de Telesforo);
- Uma fonte de cura;
- Uma passagem subterrânea;
- Uma biblioteca;
- A Via Tecta (ou o Caminho Sagrado, que é uma rua colunada que leva ao santuário) e;
- Um propileu.

#### Templo de Serápis
A outra notável estrutura de Pérgamo é o grande templo dos deuses egípcios Ísis e/ou Serápis, conhecido hoje como a "Basílica Vermelha" (em turco: Kızıl Avlu), a cerca de um quilômetro ao sul da acrópole (39,7' 19 "N, 27º 11 '1" E). Consiste em um edifício principal e duas torres redondas dentro de um enorme temenos ou área sagrada. As torres do templo que flanqueavam o edifício principal tinham pátios com piscinas usadas para abluções em cada extremidade, ladeadas por stoas em três lados. O pátio do Templo de Ísis/ Serápis ainda é sustentado pela Ponte de Pérgamo, com 193 metros de largura (633 pés), a maior ponte de subsistência da antiguidade.
Segundo a tradição cristã, no ano 92, Santo Antipas, o primeiro bispo de Pérgamo ordenado pelo apóstolo João, foi vítima de um confronto inicial entre os adoradores de Serápis e os cristãos. Uma multidão enfurecida se diz ter queimado São Antipas vivo em frente ao templo dentro de um touro de bronze (semelhante a um queimador de incenso), o que representava o deus touro Ápis. Seu martírio é um dos primeiros registrados na história cristã, destacado pela Escritura Cristã.através da mensagem enviada à Igreja de Pérgamo no Livro do Apocalipse.

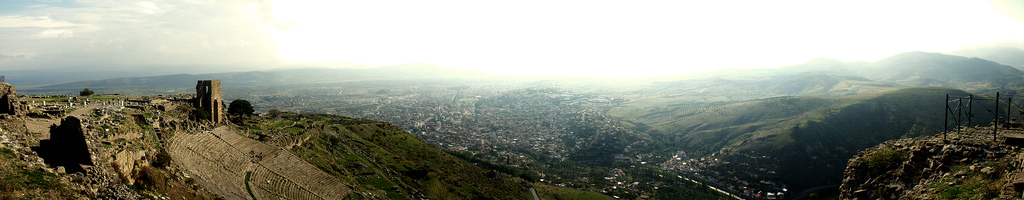
Vista panorâmica de Pérgamo e da cidade moderna de Bergama

## Inscrições
As inscrições gregas descobertas em Pérgamo incluem as regras dos funcionários da cidade, a chamada inscrição Astynomoi, que aumentou a compreensão das leis e regulamentos municipais gregos, incluindo como as estradas eram mantidas em reparos, regulamentos relativos à água pública e privada, abastecimento e lavatórios.

## Pessoas notáveis
- Epígono (século III a.C.), escultor grego
- Andrônico de Pérgamo (século II a.C.), Embaixador de Roma
- Biton de Pérgamo (século III ou II a.C.), escritor e engenheiro grego
- Hegésino de Pérgamo (c. 160 a.C.), filósofo acadêmico
- Sosus de Pérgamo (século II a.C.), artista de mosaico grego
- Apolodoro (século I a.C.), retórico e professor de Augusto
- Críipo de Pérgamo (século I a.C.), filósofo peripatético
- Antipas de Pérgamo (século I d.C.), mártir e santo cristão
- Aelius Nicon (século II), arquiteto e construtor grego
- Aeschrion de Pérgamo (século II), médico e tutor de Galeno
- Galeno (c. 129-200 / 216), médico grego
- Oribásio (c. 320-403), médico grego